# 何文田邨
何文田邨（英語：Ho Man Tin Estate）是香港的一個公共屋邨，位於九龍城區採石山常富街旁，佛光街與常樂街交界，毗鄰香港房屋委員會總部1及2座，並連同香港房屋委員會總部第3及4座和居屋冠暉苑及冠熹苑由房屋署總建築師（3）設計、冠德苑則由房屋署總建築師（2）設計，並由嘉怡物業管理有限公司負責屋邨管理。
冠暉苑（英語：Kwun Fai Court）、冠熹苑（英語：Kwun Hei Court）和冠德苑（英語：Kwun Tak Court）是何文田邨旁的三個居者有其屋屋苑。冠德苑的項目編號為KC02，

## 歷史及概要
何文田邨前身為政府廉租屋邨，於1973年落成，共建有8座新型廉租大廈，以及中華基督教會基浩小學和陳瑞祺（喇沙）小學（前者於2001年屋邨清拆時一同拆卸；後者於2007年遷至德蘭中學／旅港開平商會中學對面後於2009年清拆）。原址是戰後興建的何文田平房區——何文田新村和文華村，以及山邊的寮屋區。
1997年，政府在舊何文田邨的其中一個休憩球場公園，改建成一座40層的和諧一型大廈，名為「景文樓」，成為何文田邨內首座和諧式大廈，也是香港首座後期設計第三代和諧式大廈。2000年，餘下的8座大廈在採石山建成，舊廈於2001年清拆。

### 舊何文田邨地皮
舊何文田邨的土地地皮原擬重建為6幢和諧一型（第三代後期）大廈，後改為興建1幢新和諧一型大廈、3幢以牛頭角上邨二、三期為設計藍本的特別設計新和諧大廈，以及5幢採用單方向設計的靈活性大廈，並預計在2005-07年入伙。然而，因2002年房屋政策改變而交回香港政府並重新拍賣，地皮在舊邨清拆後空置了十餘年後出售予私人發展商興建豪宅，並且將何文田邨地皮一分為四，以何文田巴士總站為中心。
位於常樂街與常盛街交界的九龍內地段第11227號，地皮由嘉里建設成功以116.8788億港元投得，現為私人屋苑皓畋。面積達259,165平方呎，可建樓面面積超過114萬平方呎。因該地區鄰近九龍傳統豪宅區窩打老道山，重新發展以實用面積500尺以上的私人樓宇住宅群。
位於佛光街與常富街交界的九龍內地段第11228號的住宅用地，有13大財團入標。最後以38.29億元批予會德豐地產，現為私人屋苑One Homantin。地盤面積約為7,714平方米，指定作私人住宅用途，最低及最高的樓面面積分別為21,613平方米及36,022平方米。每呎樓面地價為9875.15元。市場對該地皮估值為38億元至42.7億元，呎價介乎9,800元至11,000元。
而鄰近香港公開大學及香港足球總會的重建地盤再分為兩塊地皮，其中一塊將用於興建一所24班小學，供空間不足的「火柴盒」小學遷置，另一塊則用作興建政府綜合大樓。
由於公屋規劃有變，導致除何文田邨景文樓是位於舊何文田邨地皮外，其他同邨的座數及屋邨商場何文田廣場均位於採石山上，而非舊邨原址。景文樓亦與新邨其他的座數及屋邨商場距離相隔較遠，但景文樓是何文田邨各座樓宇之中離何文田巴士總站最近的座數。

### 新何文田邨
新興建的何文田邨8座樓宇屬和諧式大廈，每幢12至40層不等，承建商為瑞安建業和聯力建築，於1998年起相繼落成。由於位於舊何文田邨南面，因此項目名稱是「何文田南發展計劃」，並標示在地盤範圍街板上，故落成初期，街坊曾俗稱為「何文田南邨」，唯隨著舊何文田邨清拆後，已再沒有南北邨之分。何文田南邨的原址是1960年代末清拆的何文田寮屋區。
新何文田邨附設有商場何文田廣場與街市，由信和物業服務有限公司負責兩者的物業管理。廣場佔地9,000平方米，而上方為香港房屋委員會總部第3座，設有房屋署發展及建築處辦公室、房委會圖書館及展覽中心。
原本計劃整個何文田邨重建後共有十多座出租公屋及居屋樓宇，提供3,090個單位。不過由於啟德國際機場在設計時仍在運作，房委會建築小組委員會於1993年通過決議，將此邨的建成時間由1996年押後四年，以便相應高度限制隨機場遷出而撤銷後，興建更高的樓宇，從而提供額外2,686個單位；然而房委會總部第3及4座、恬文、靜文、雅文、欣文及冠暉苑只有十多層高；而後排4幢40層高和諧一型大廈及冠熹苑則待香港國際機場於1998年7月6日正式遷往赤鱲角後才繼續高度限制線之上的樓宇建造工程，以符合機場高度限制之規定，所以要2000年才能入伙。
2016年10月23日，港鐵觀塘綫延綫（觀塘綫）何文田站落成啟用，A3出入口行人天橋連接常樂街；同站之屯馬綫亦於2021年6月27日通車。

### 屋邨內相片集

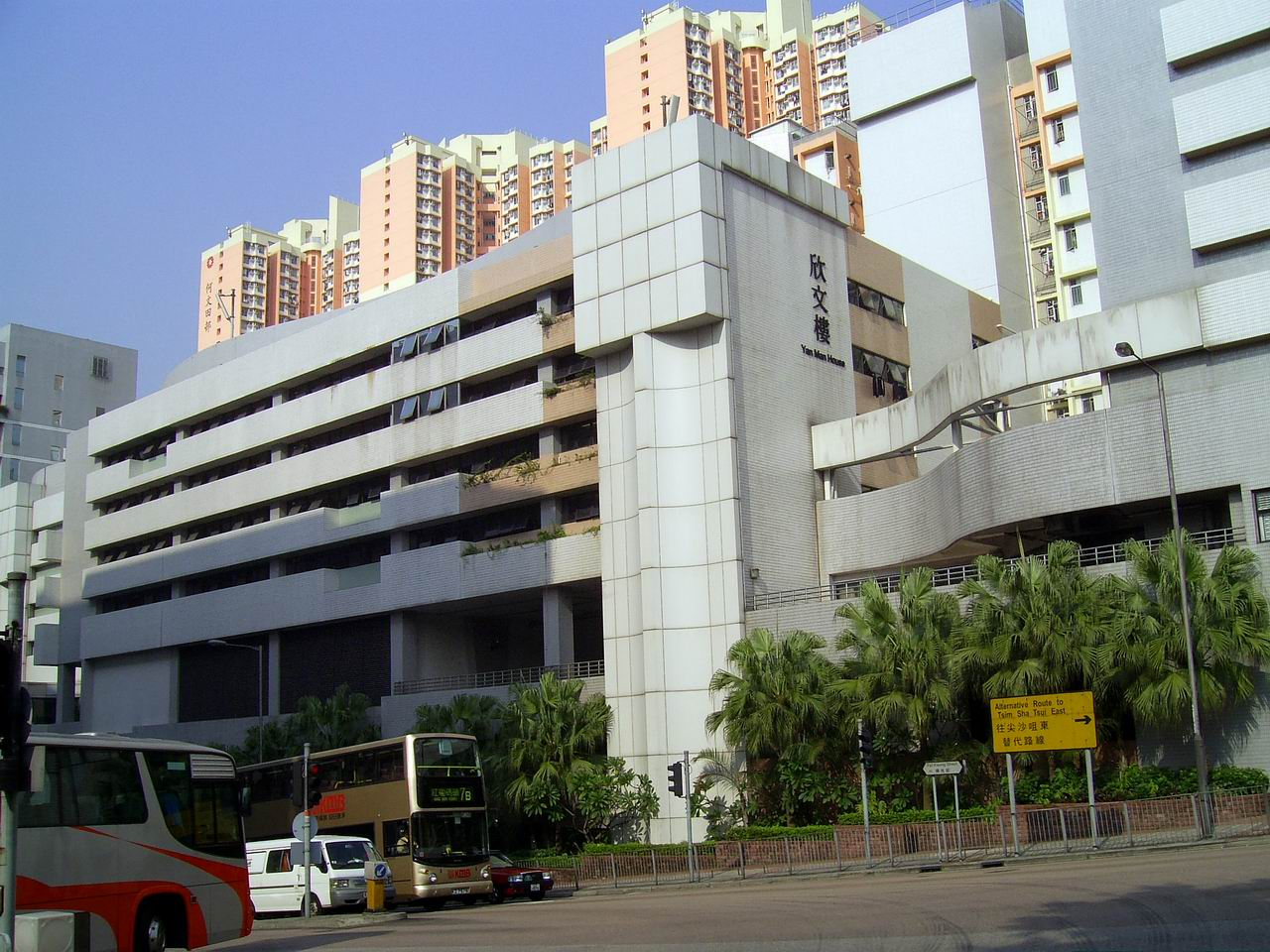
何文田邨欣文樓
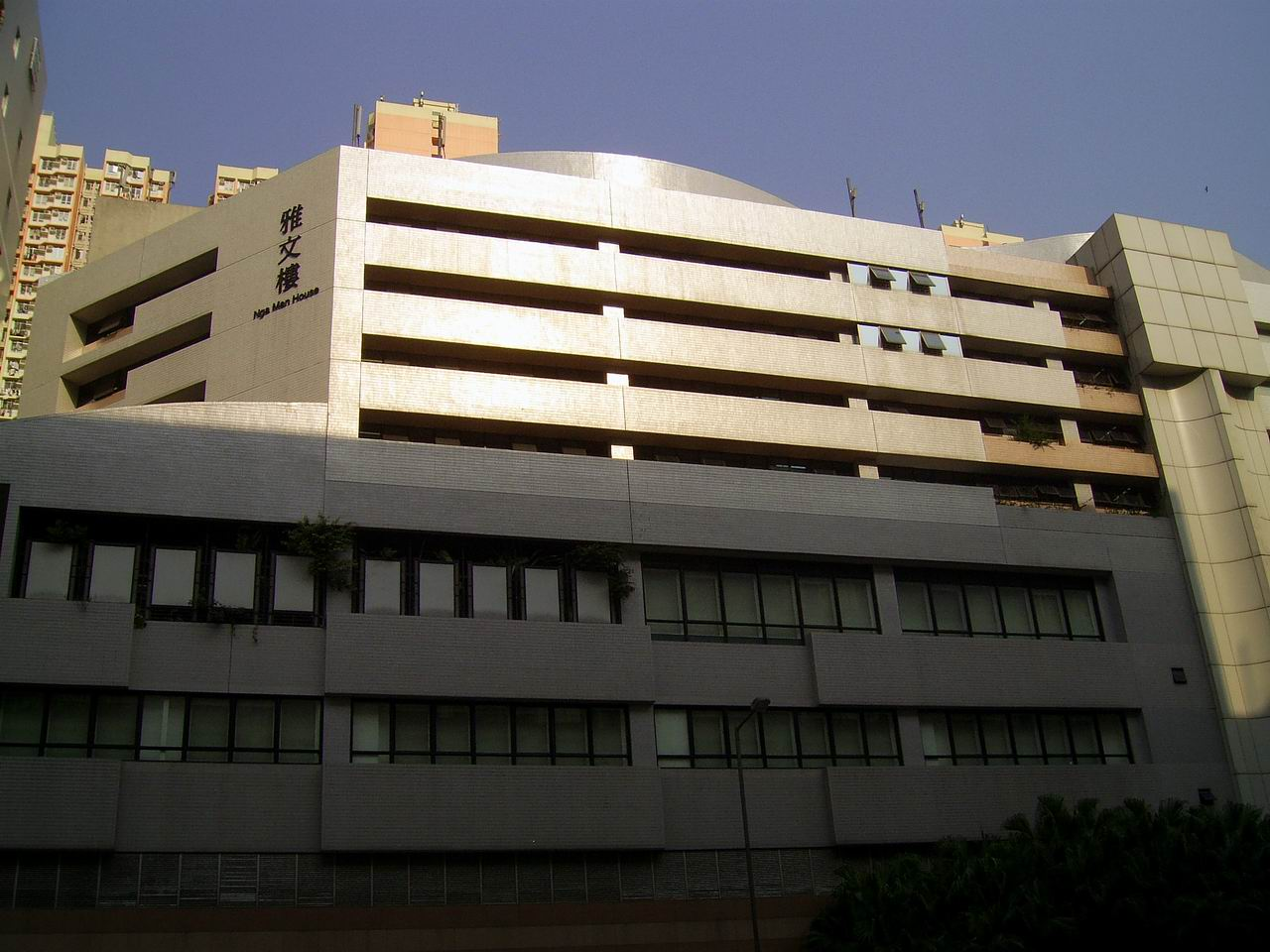
何文田邨雅文樓，基座為房委會總部大樓第4座，設有職員福利設施及會議室
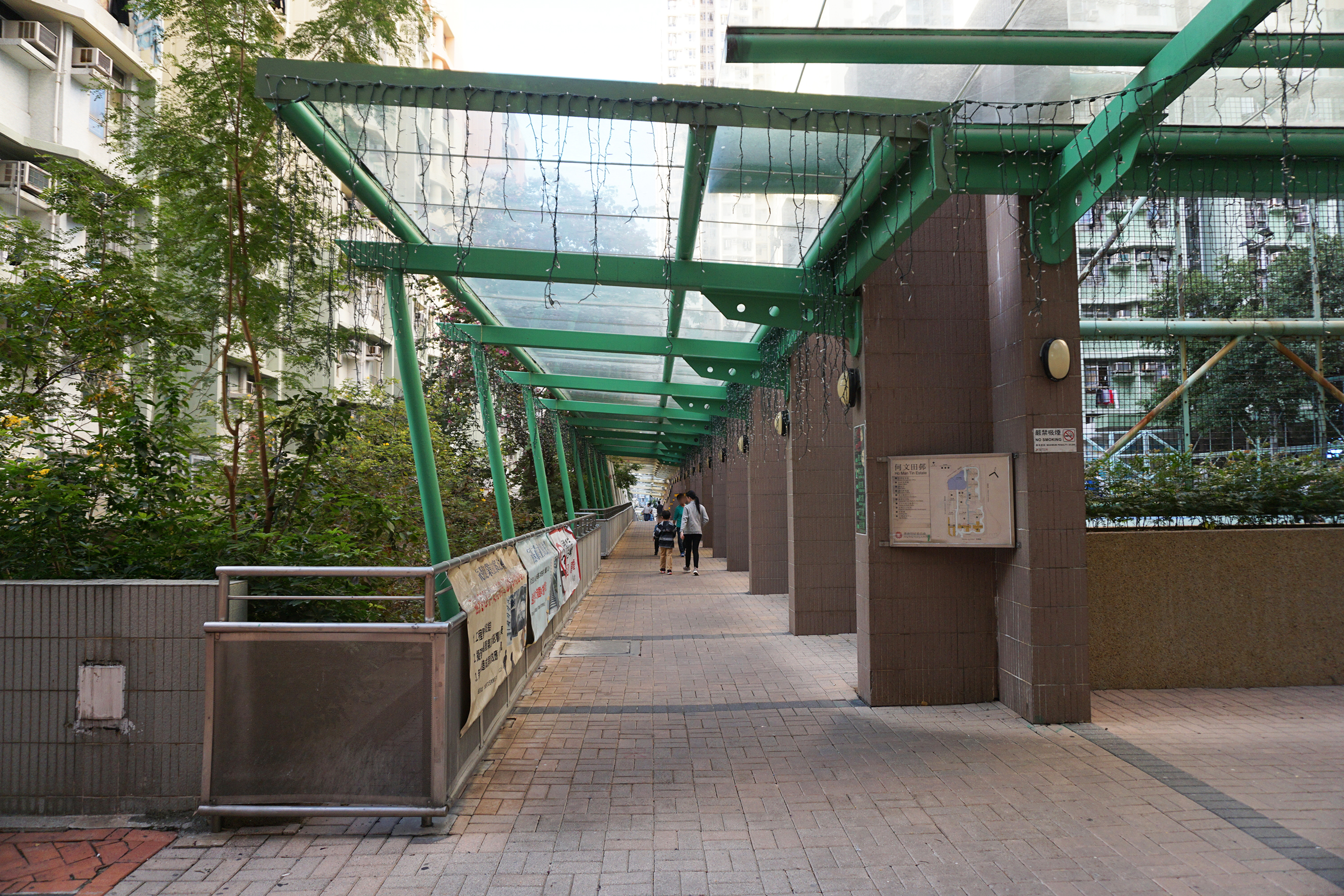
有蓋行人道
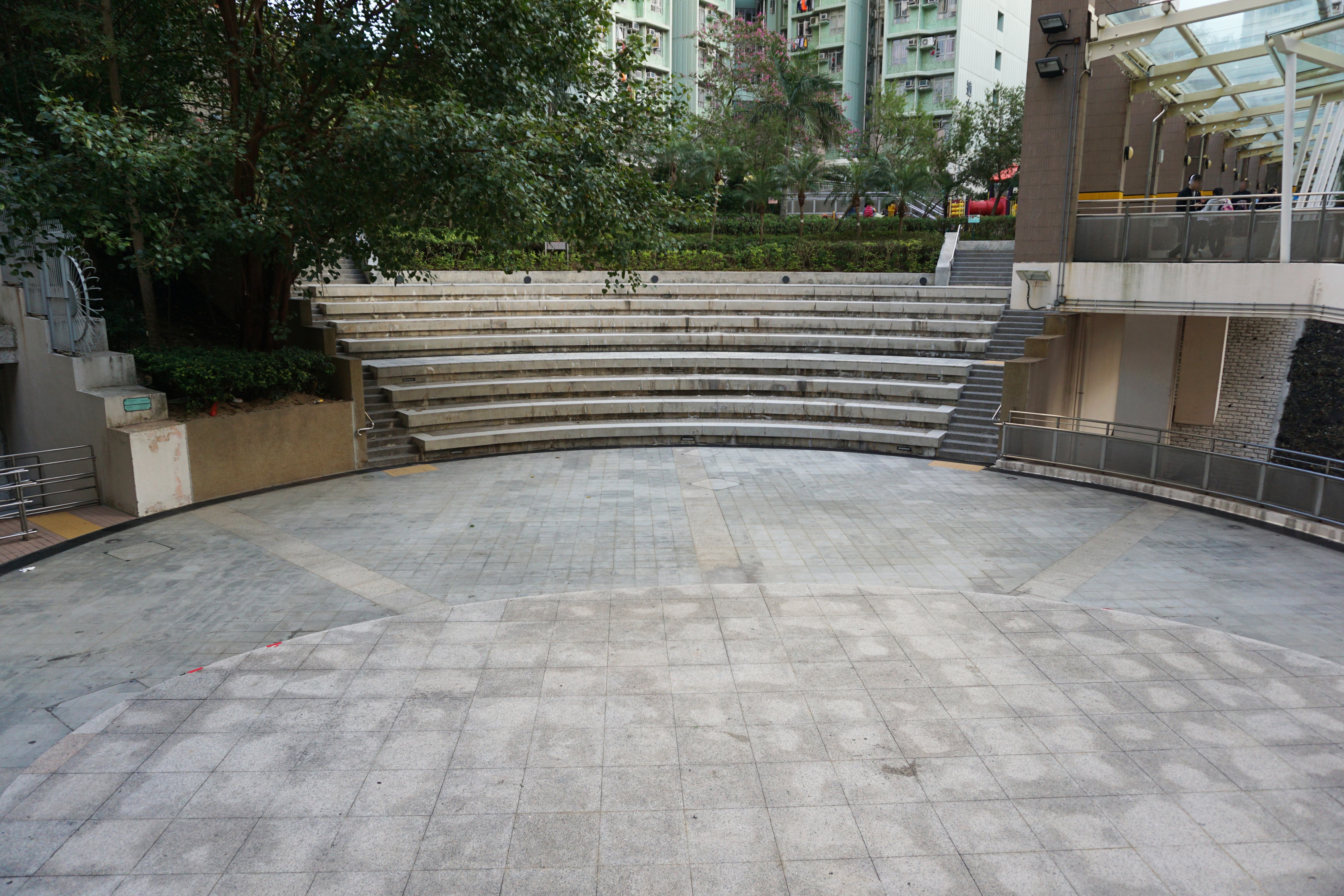
露天廣場

#### 康樂設施
邨內的康樂設施包括5個兒童遊樂場、2個長者康樂天地、露天舞台、戶外羽毛球場、戶外5人籃球場及戶外3人籃球場。

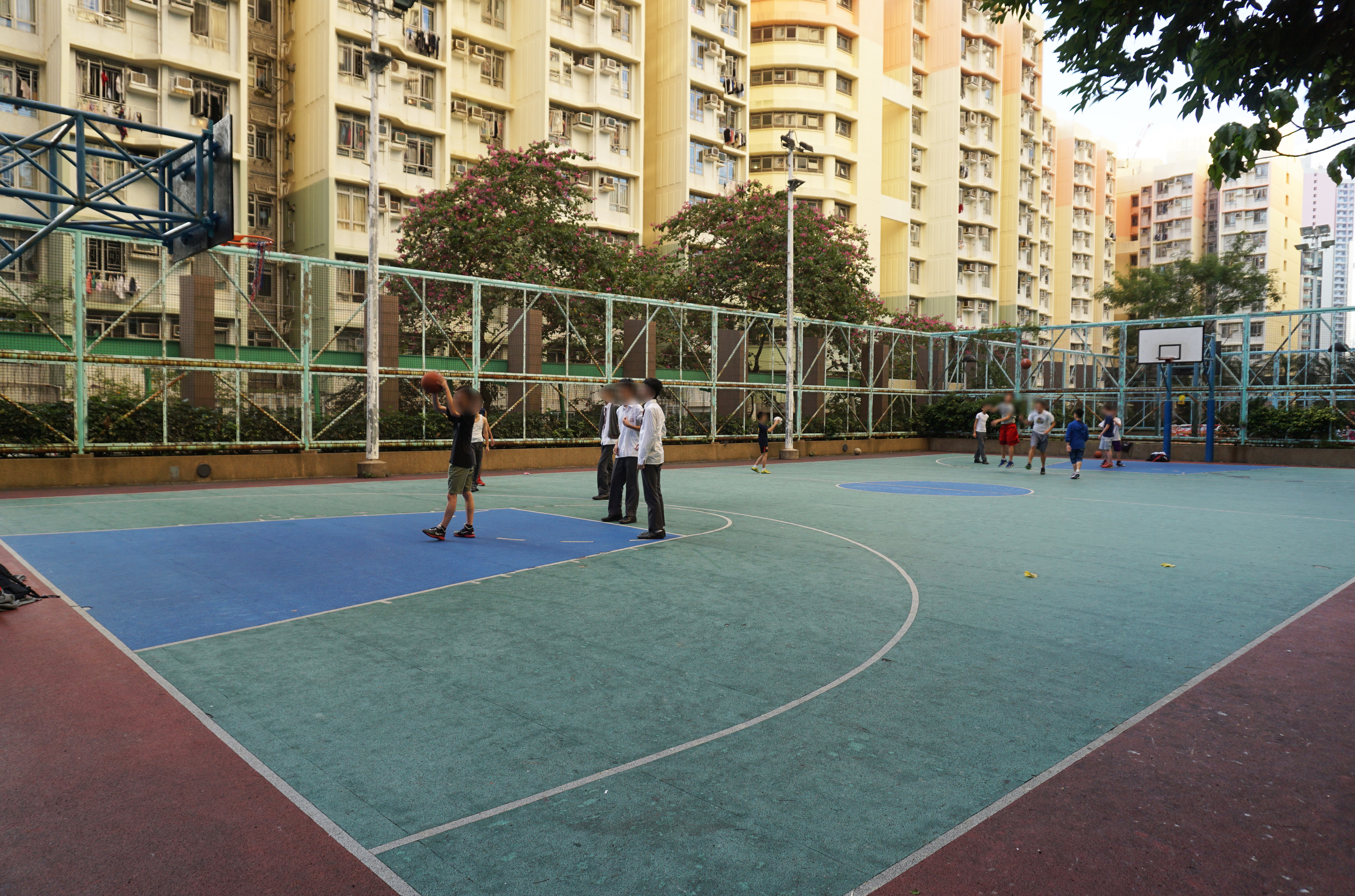
籃球場
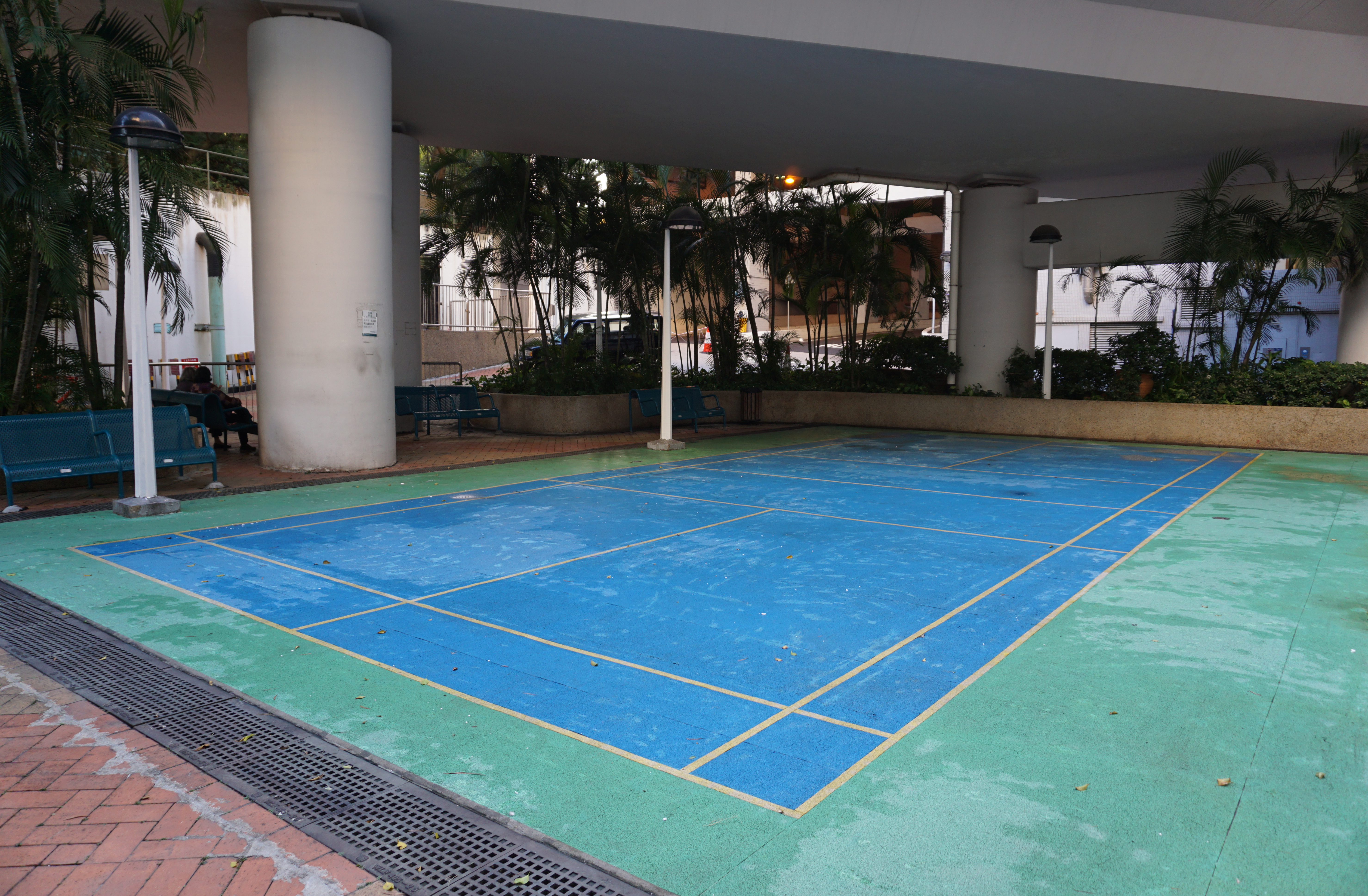
羽毛球場
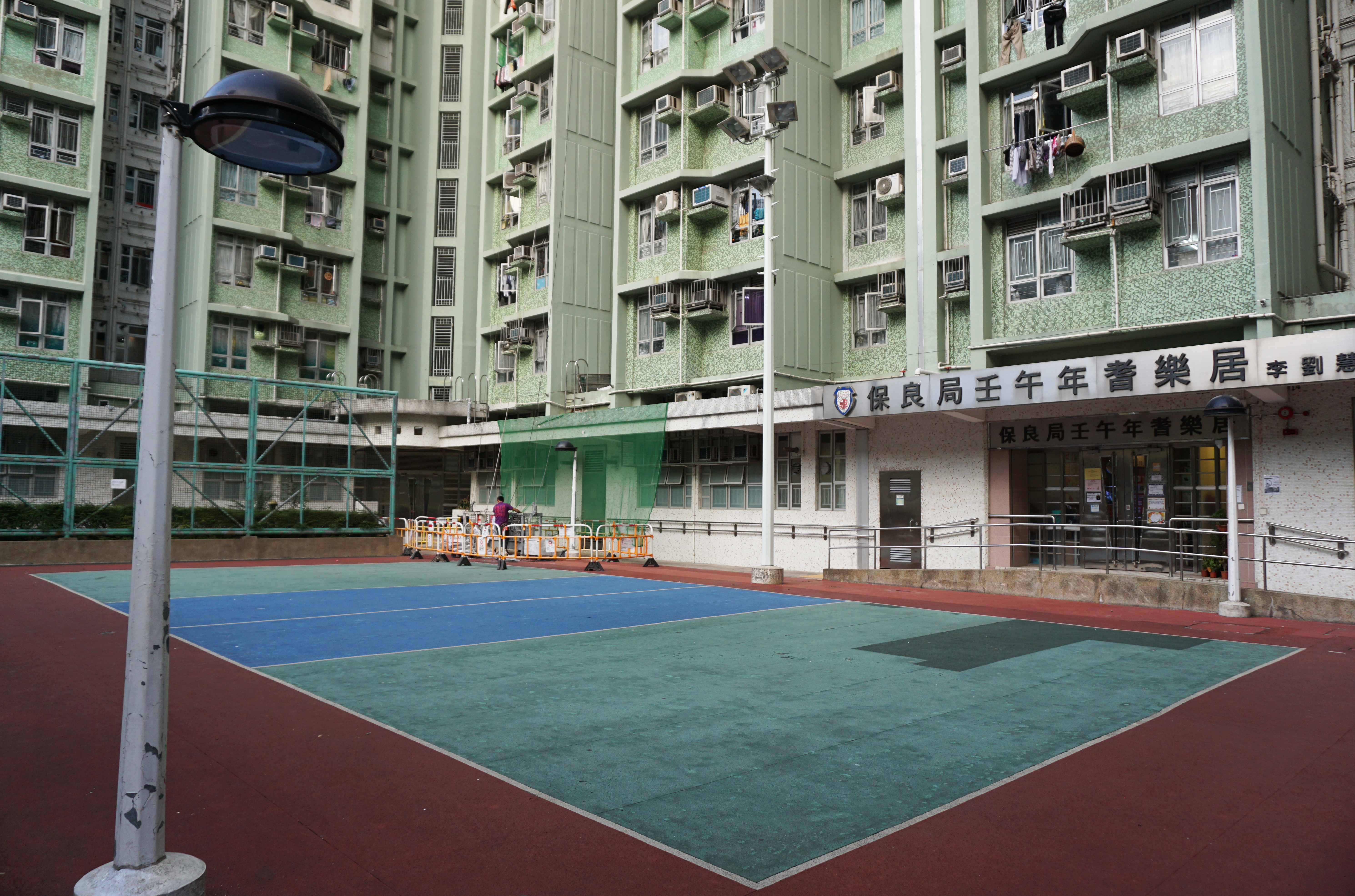
排球場
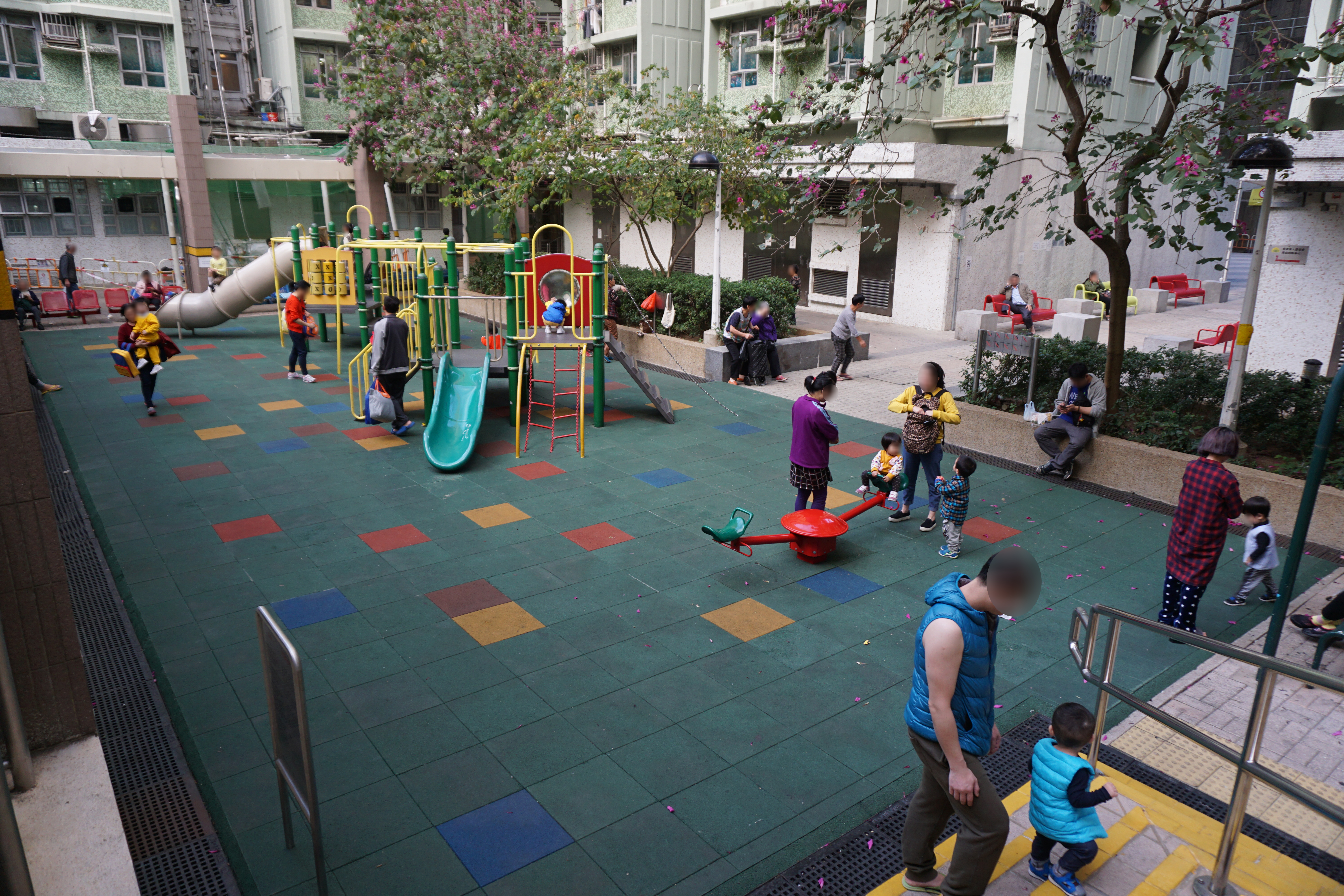
滑梯及搖搖板
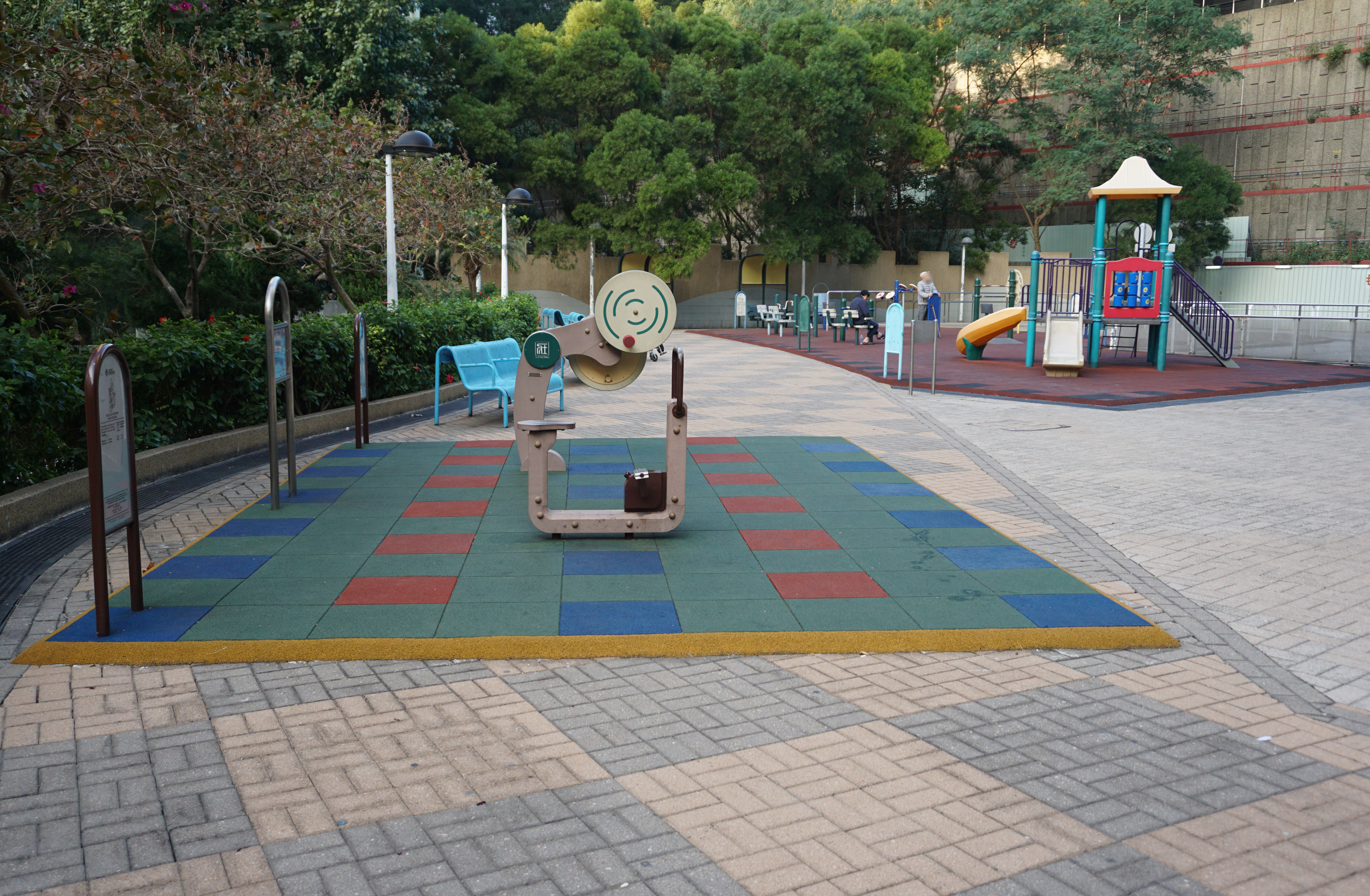
長者健體區

### 何文田廣場

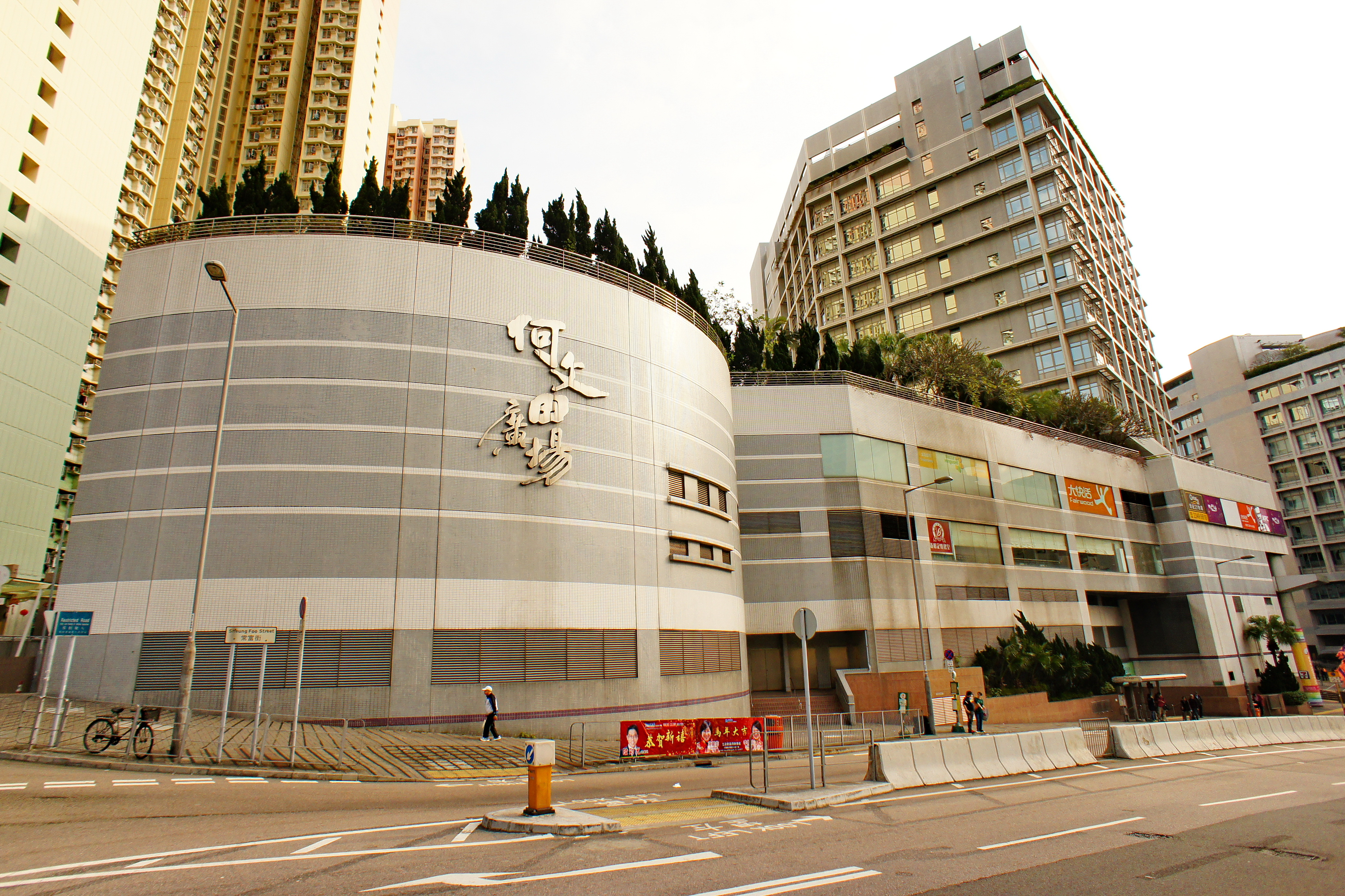
外觀，右邊是房委會總部大樓
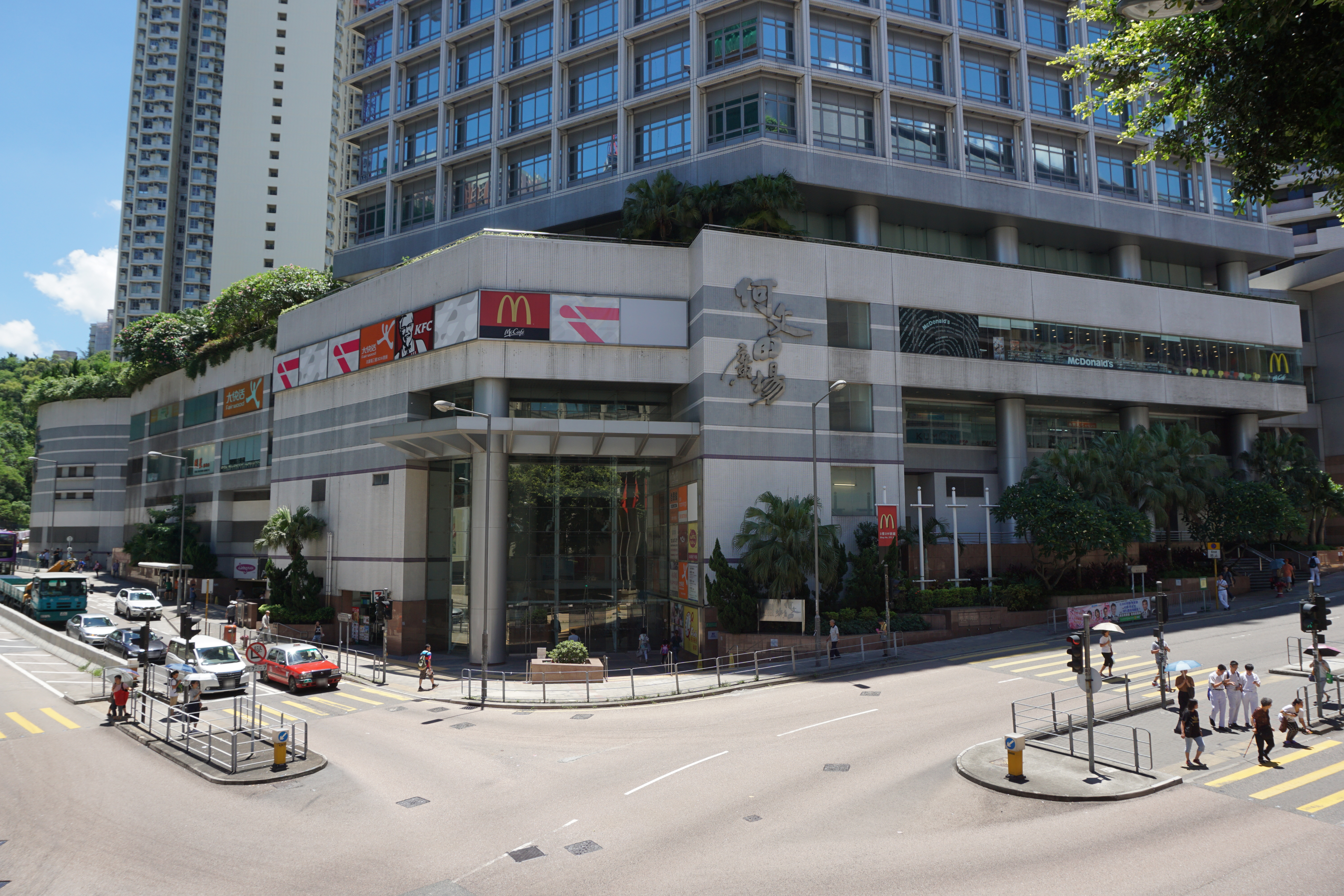
外觀
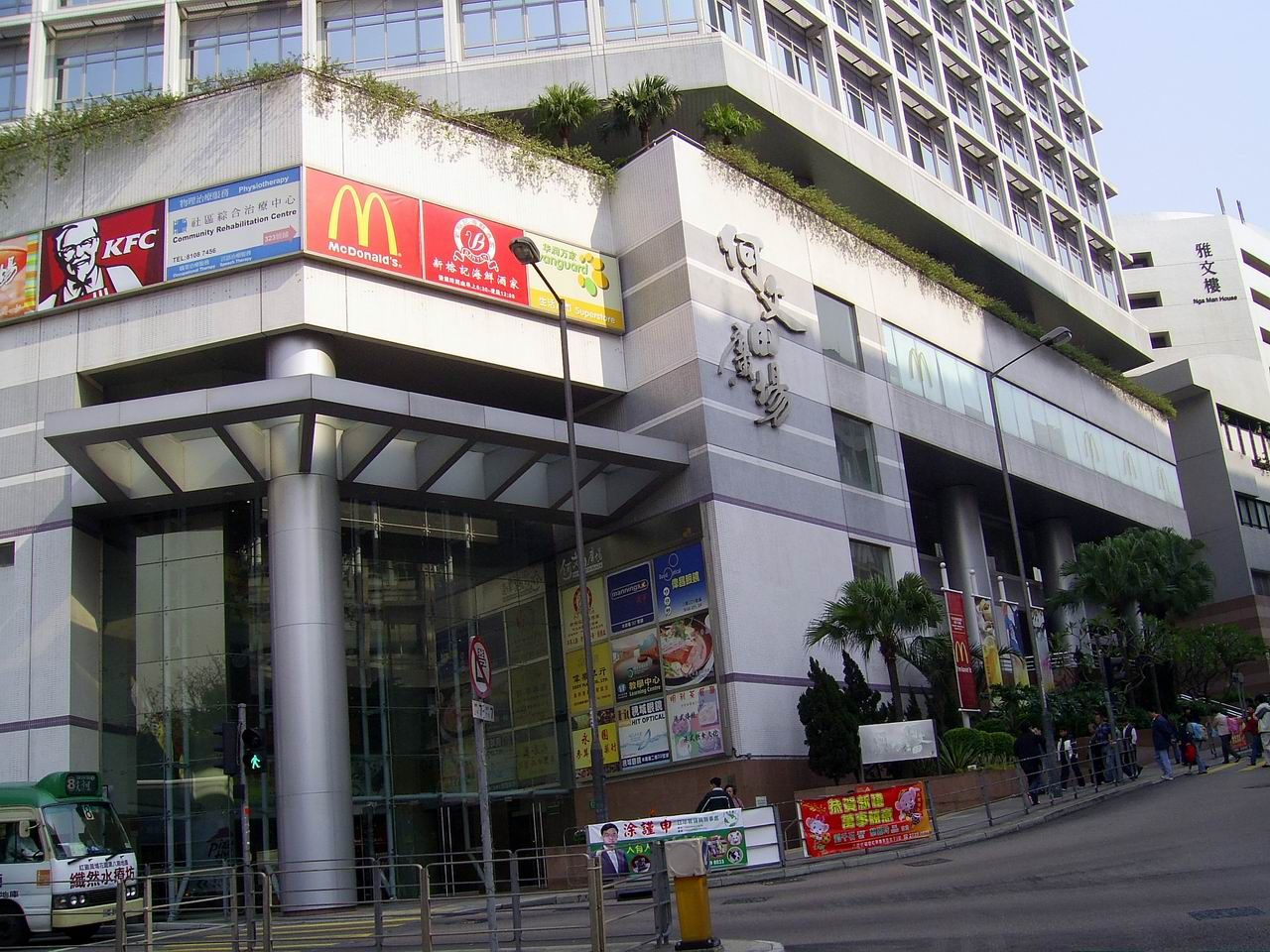
地下門口
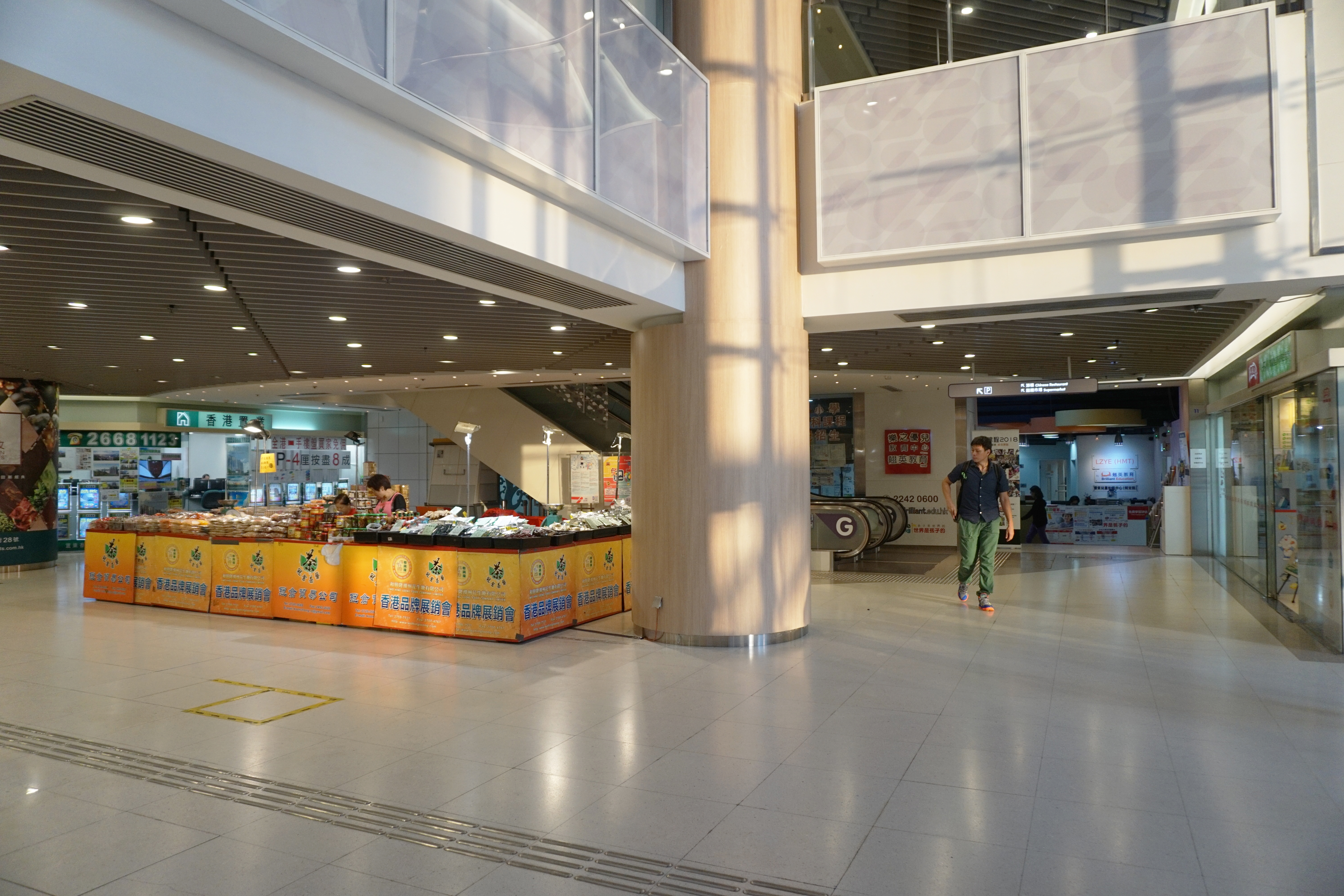
地下
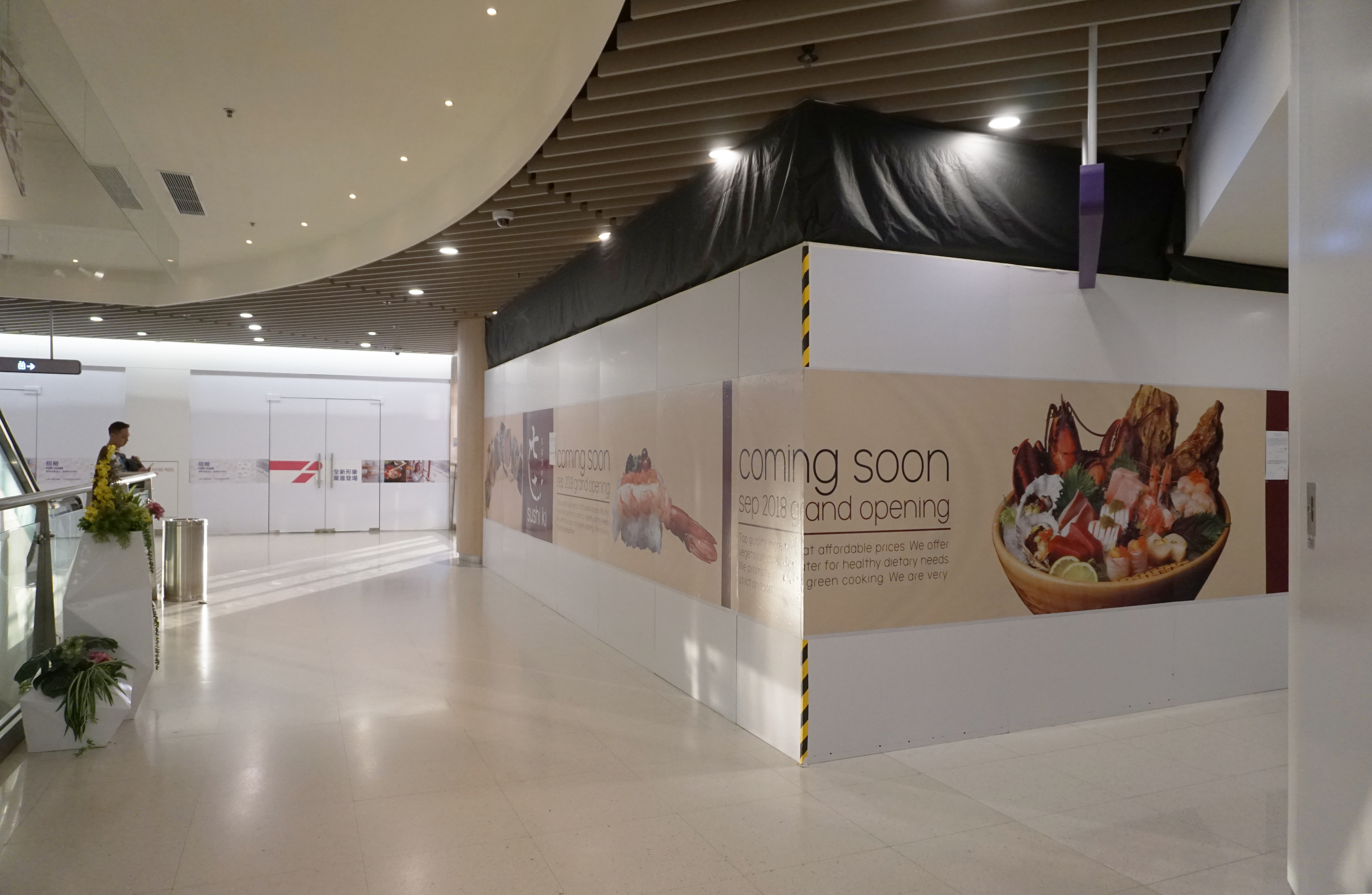
1樓
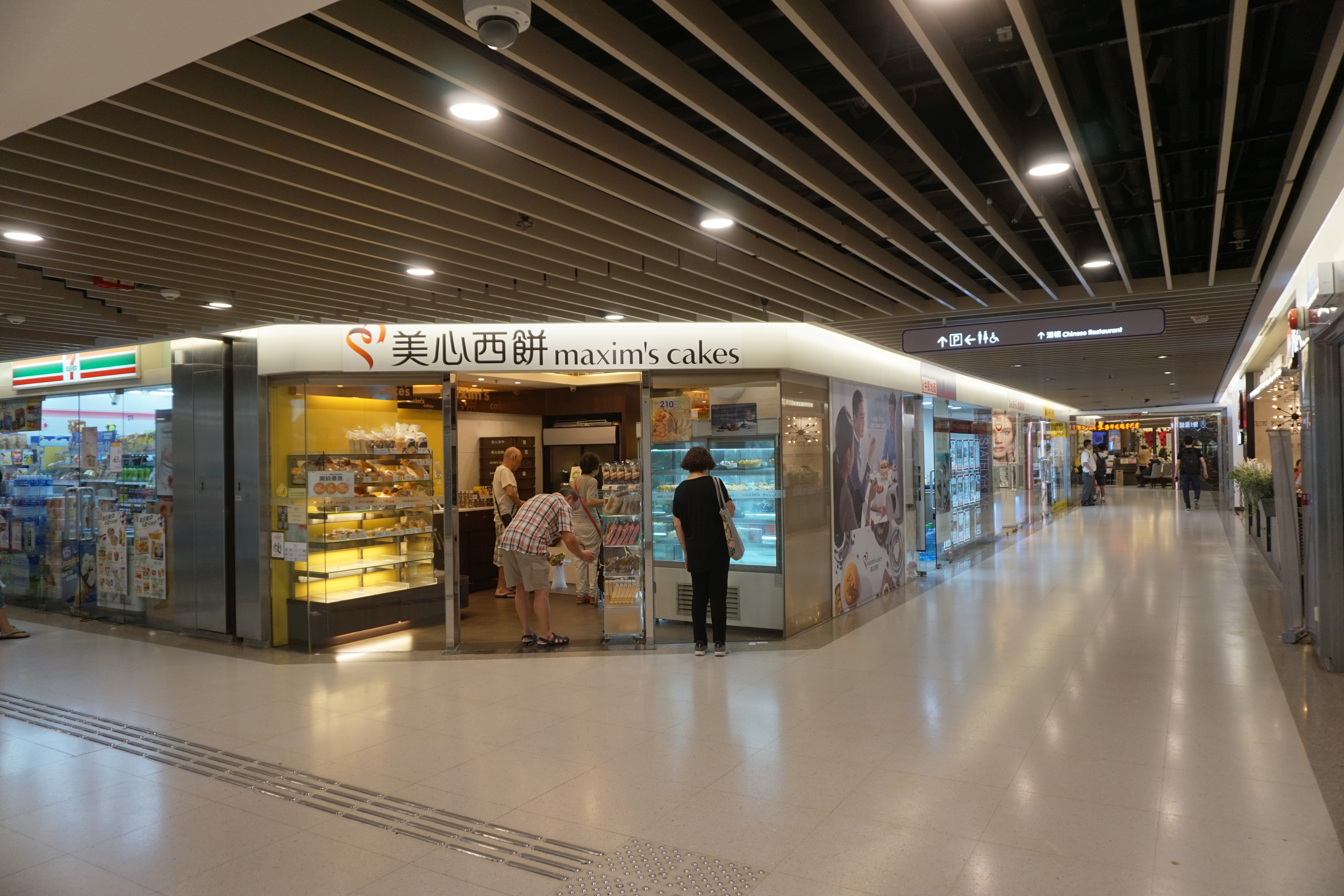
2樓
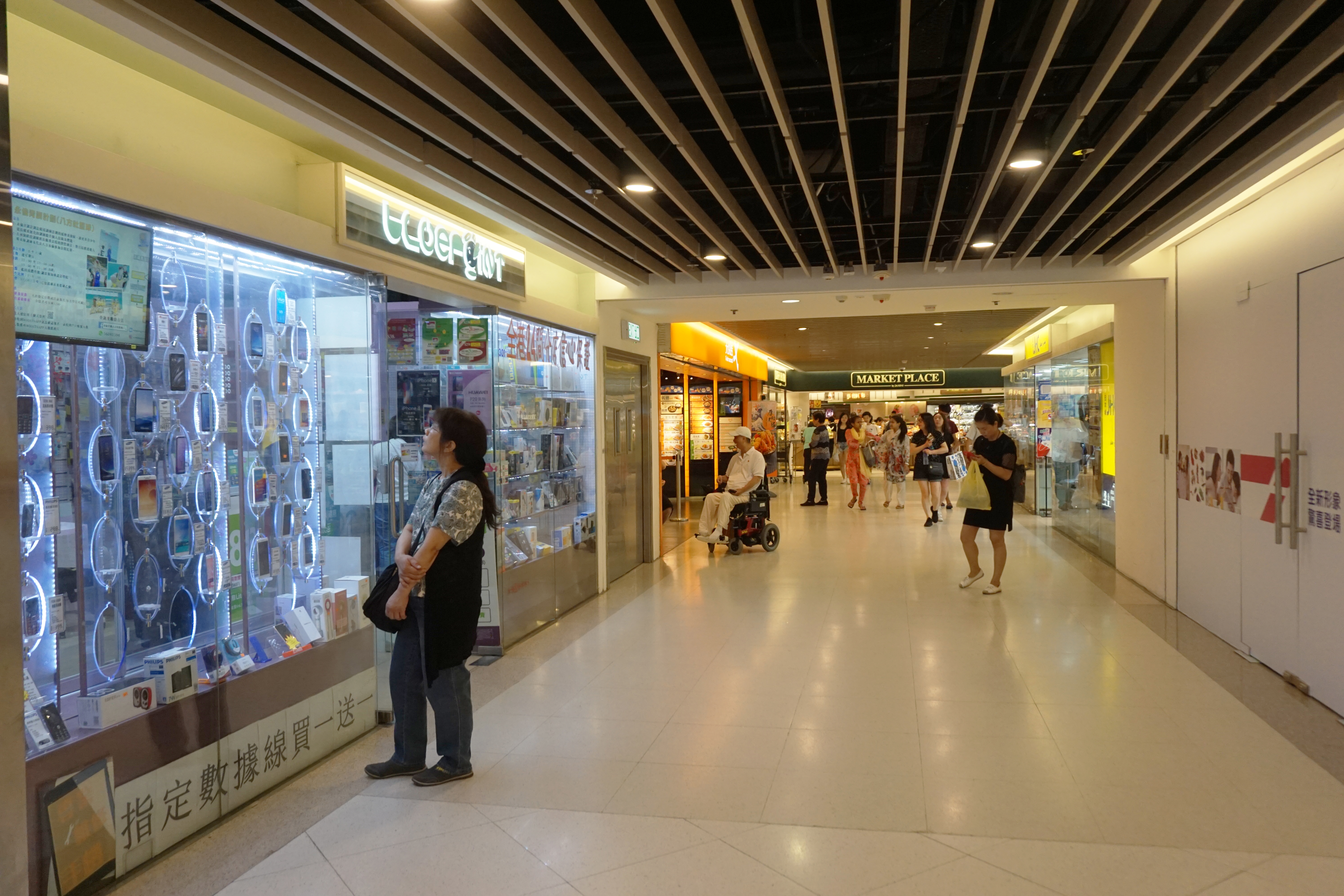
3樓（1）
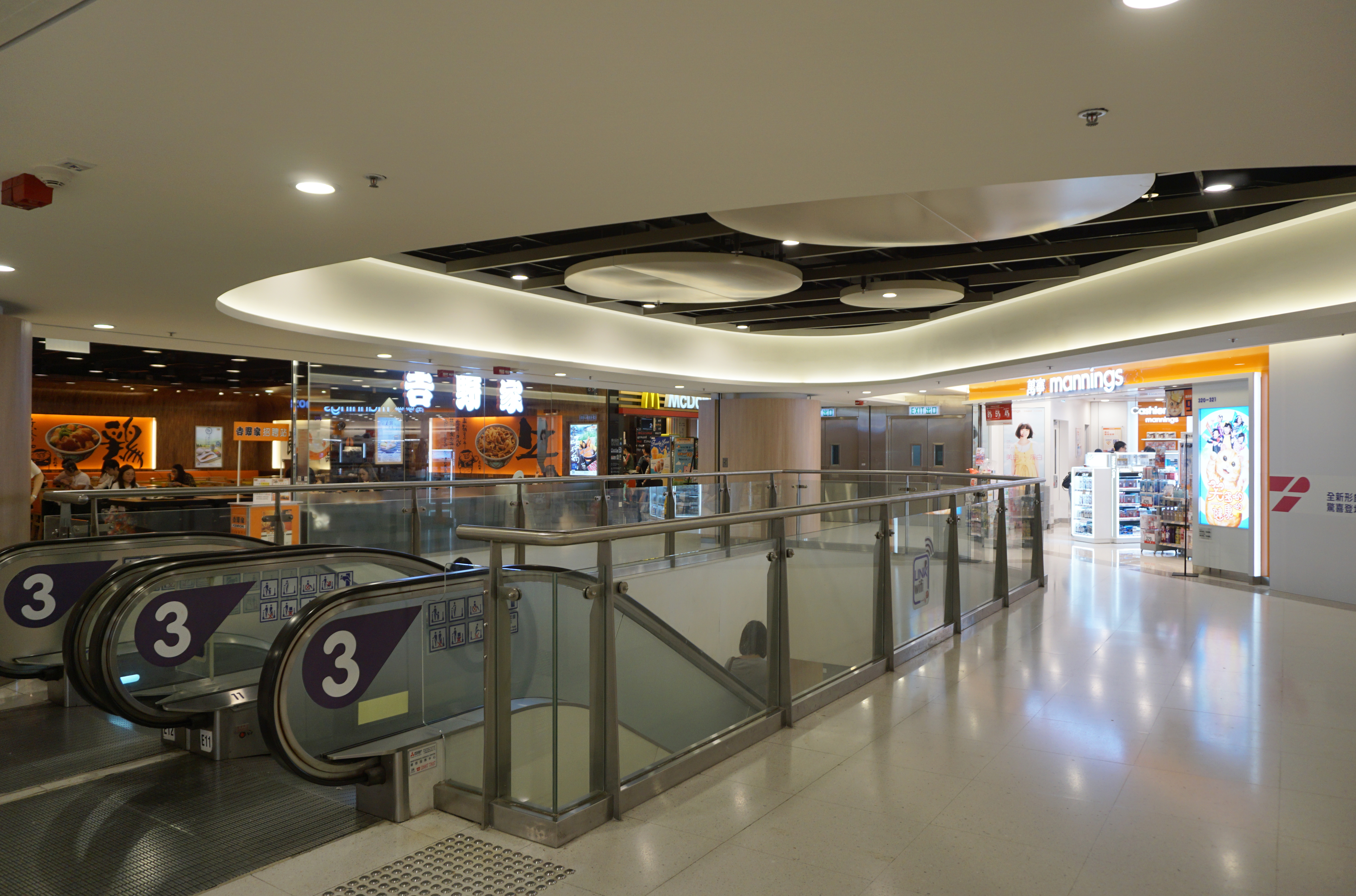
3樓（2）
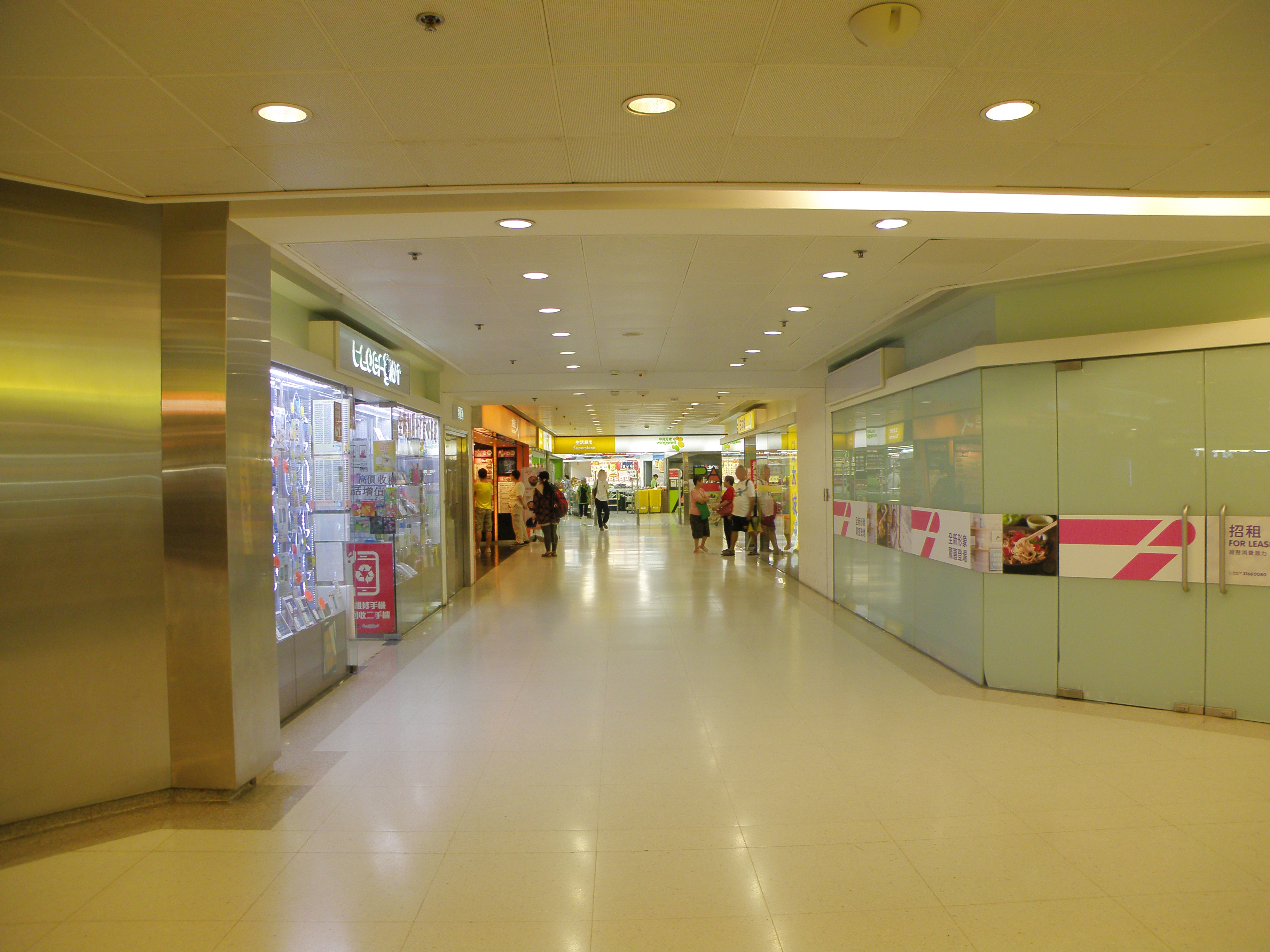
3樓（2015年，當時的超級市場為華潤萬家）

#### 何文田街市

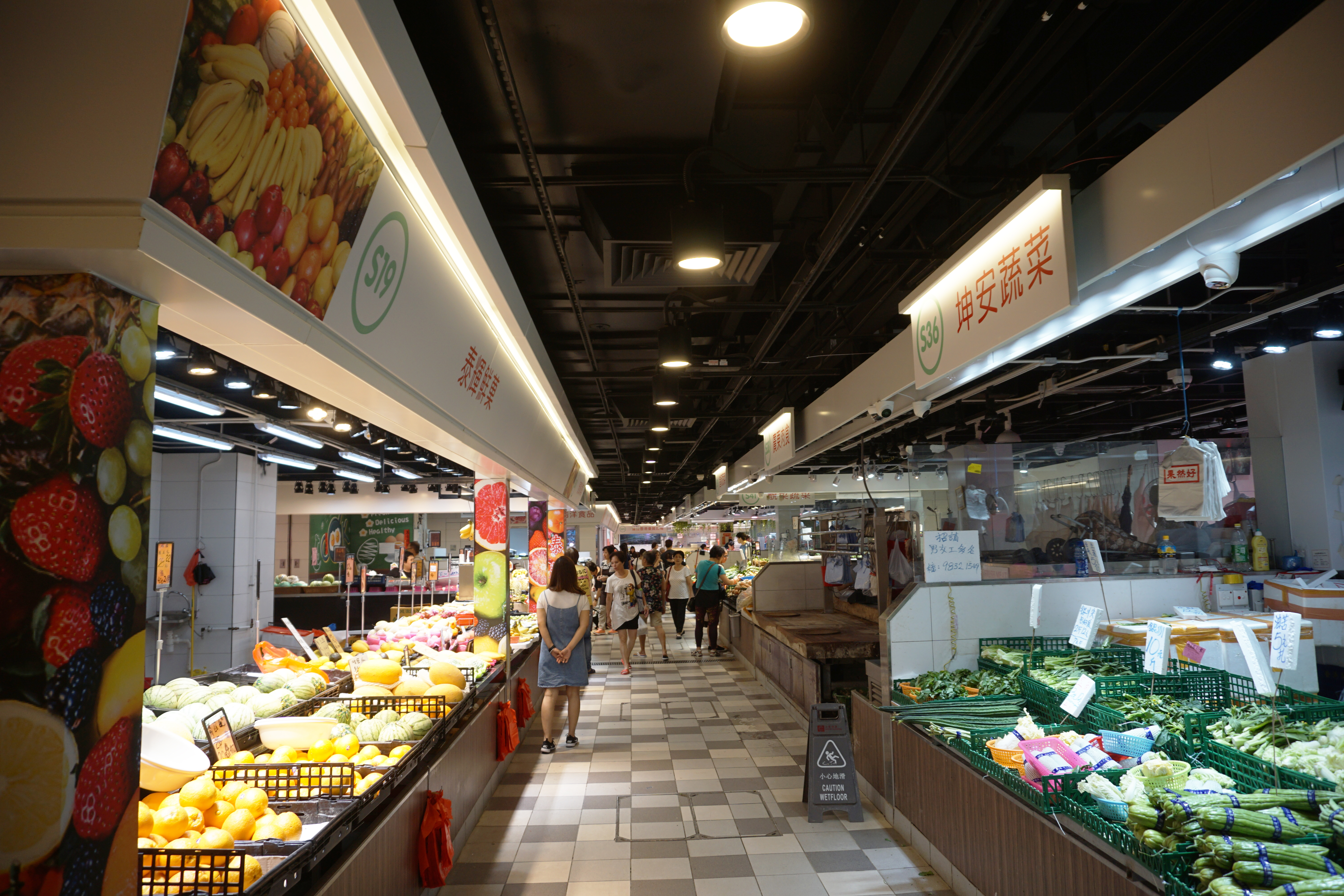
何文田街市水果及菜檔
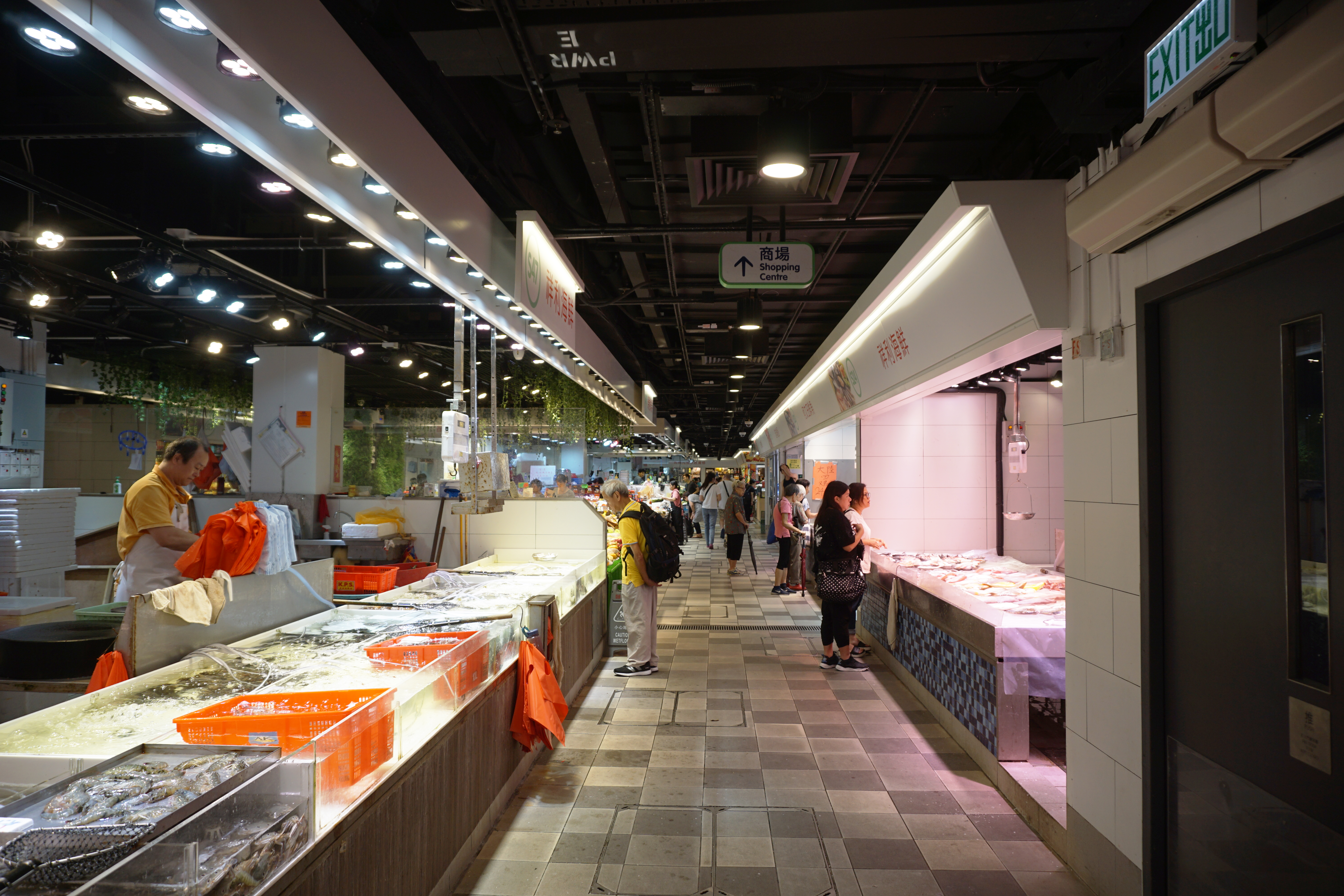
魚檔
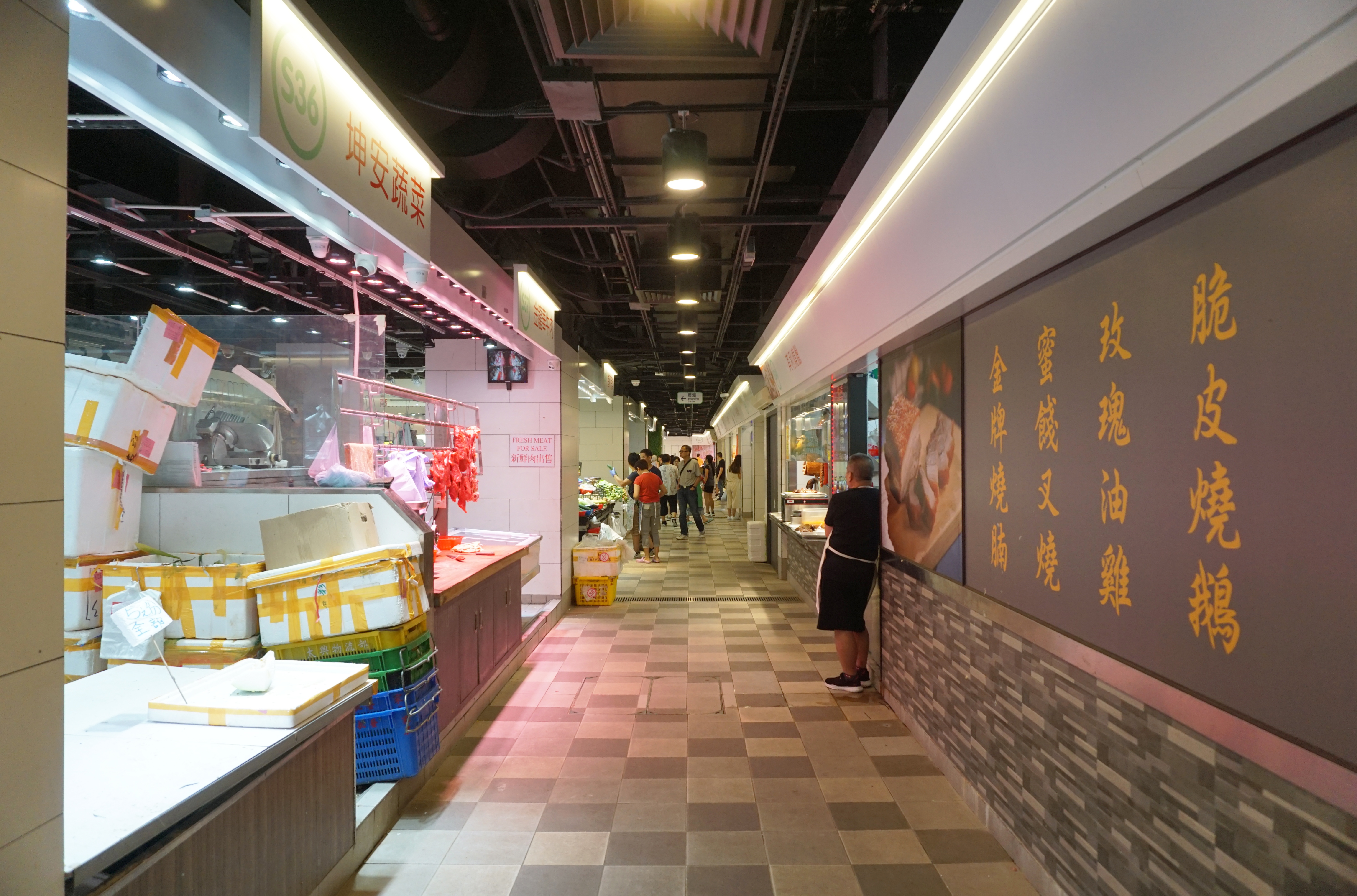
肉檔及燒味檔
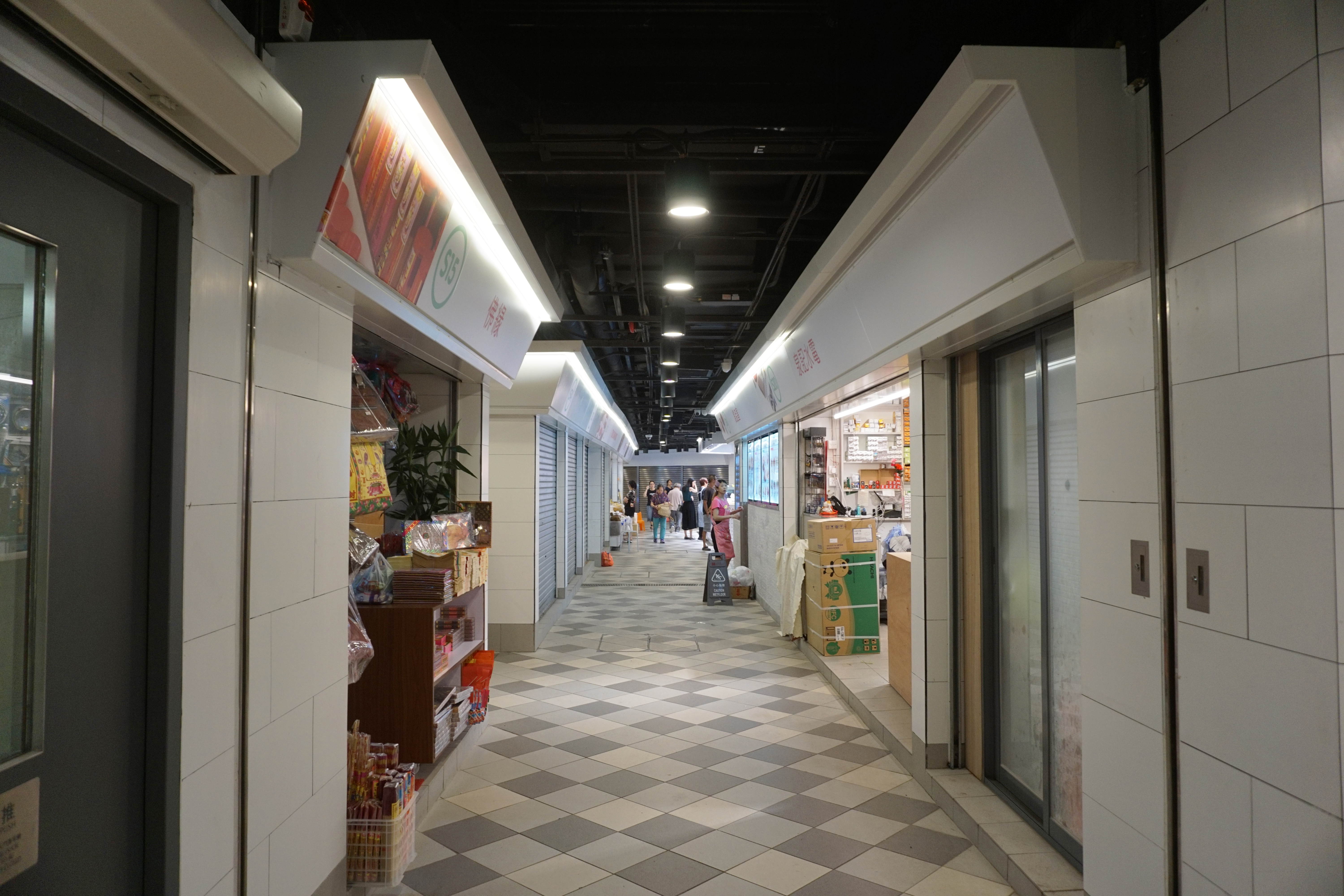
香燭祭品及水電工程店
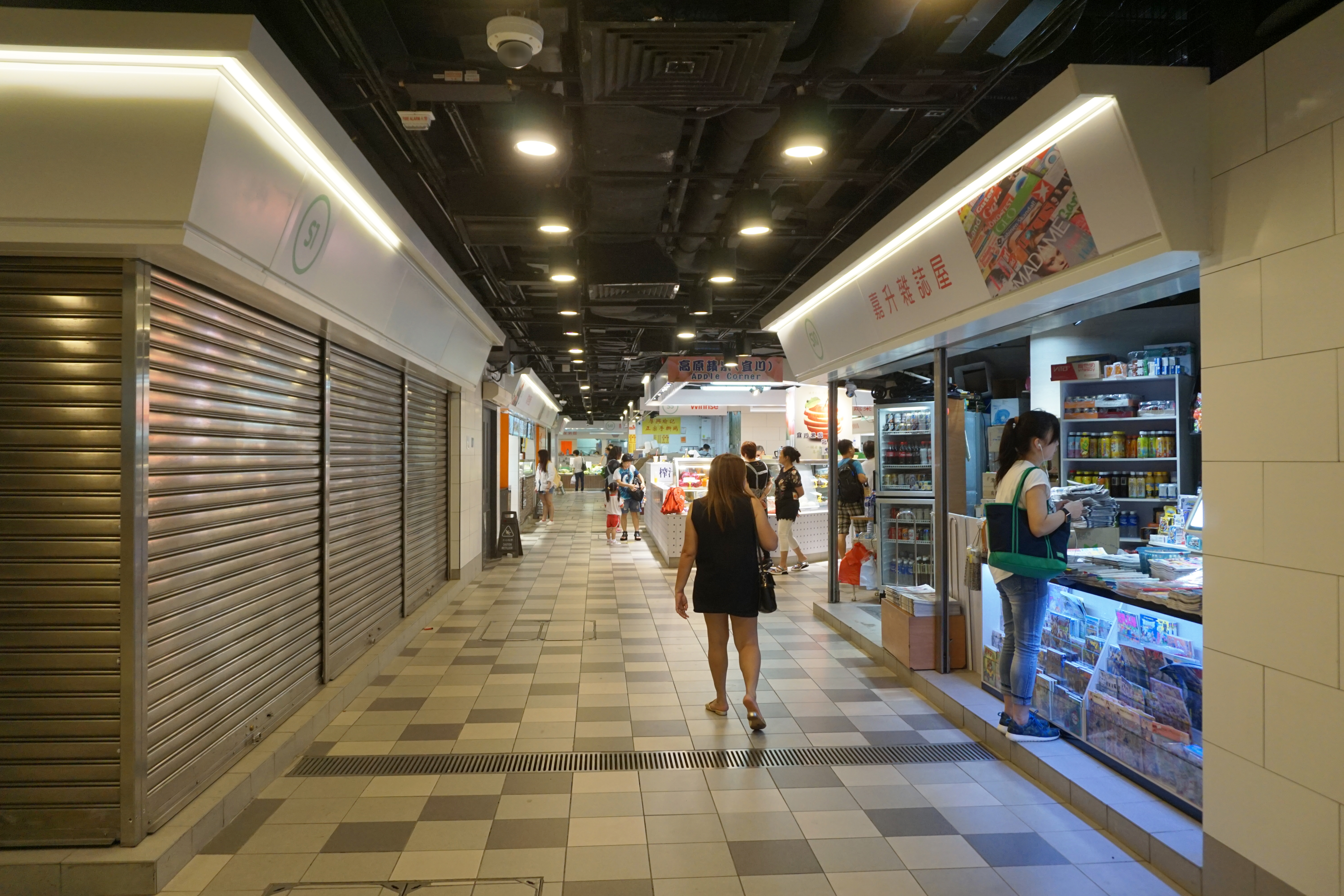
報檔
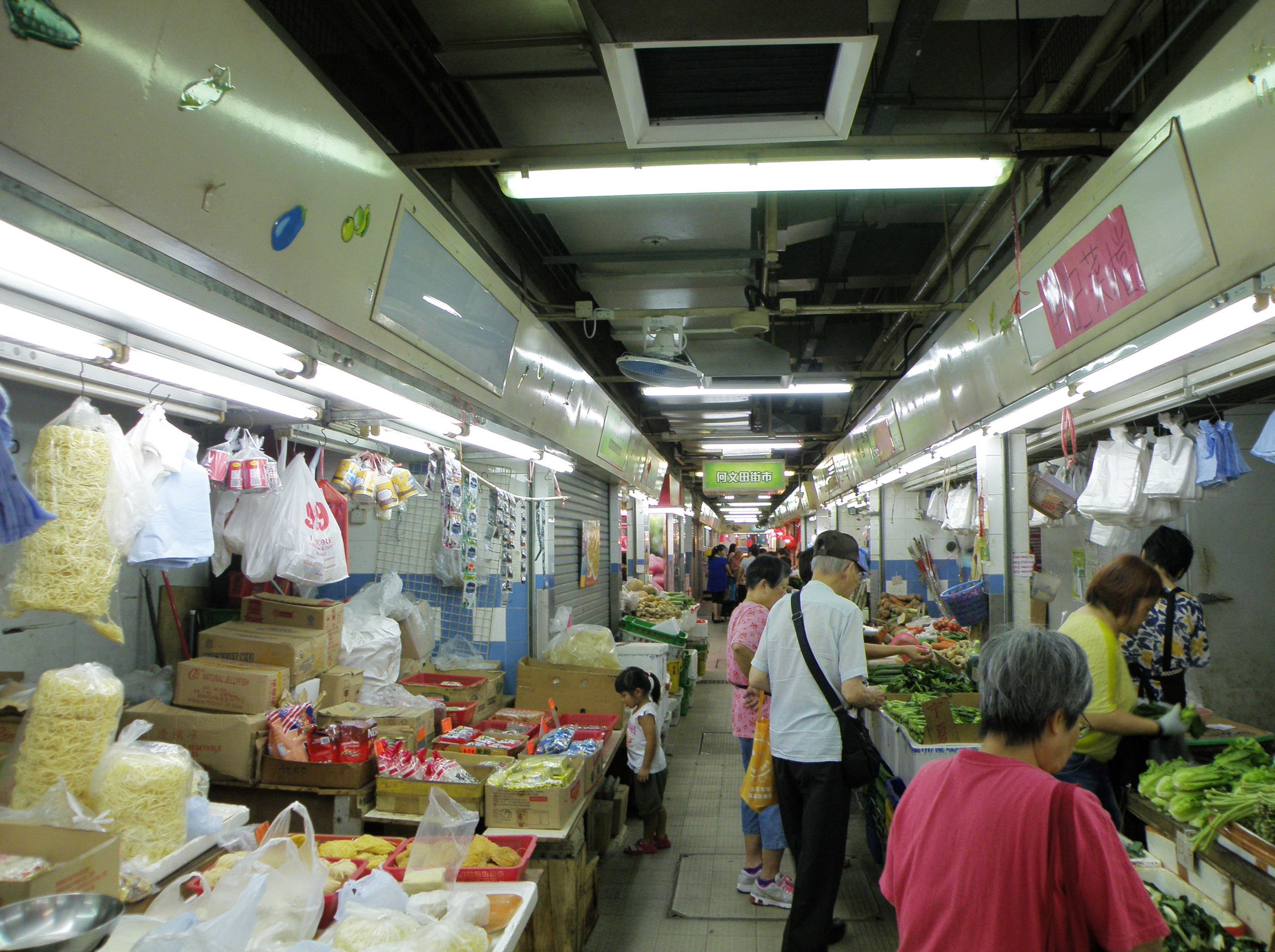
翻新前（2015年）

### 冠暉苑
冠暉苑是重建置業計劃下出售的居者有其屋屋苑，並不屬任何一期居屋發售計劃，其申請表是黃色及藍色，亦有別於傳統居屋的綠表和白表。屋苑屬於何文田南發展計劃第一期的一部份，由房屋署總建築師（3）設計，而利安顧問有限公司亦也參與設計，有利建築承建。
前身為何文田邨公屋，及後轉作居屋出售，屋苑內共有兩座樓宇，共300個單位。鳴暉閣為和諧3C型的第三款設計，樓高12層，提供148個和諧式單位，備有一房，兩房及三房式間格；而高暉閣則坐落5層高的平台上，提供9層住宅合共152個小型單位，單位實用面積約27平方米，為全港唯一全幢小型單位設計的居屋大廈。
房委會於1998年，接受山谷道邨第一期重建戶申請認購冠暉苑，申請費為港幣135元正。受山谷道邨一期重建影響的居民有第一優先資格選購冠暉苑。若有剩餘單位就讓山谷道邨二期、何文田邨及紅磡邨重建戶選購，再有剩餘則撥入20期甲居屋中出售。而由於該次居屋發售錄得足額認購，所以冠暉苑是未曾正式公開發售過的居屋屋苑，冠暉苑在1999年入伙。

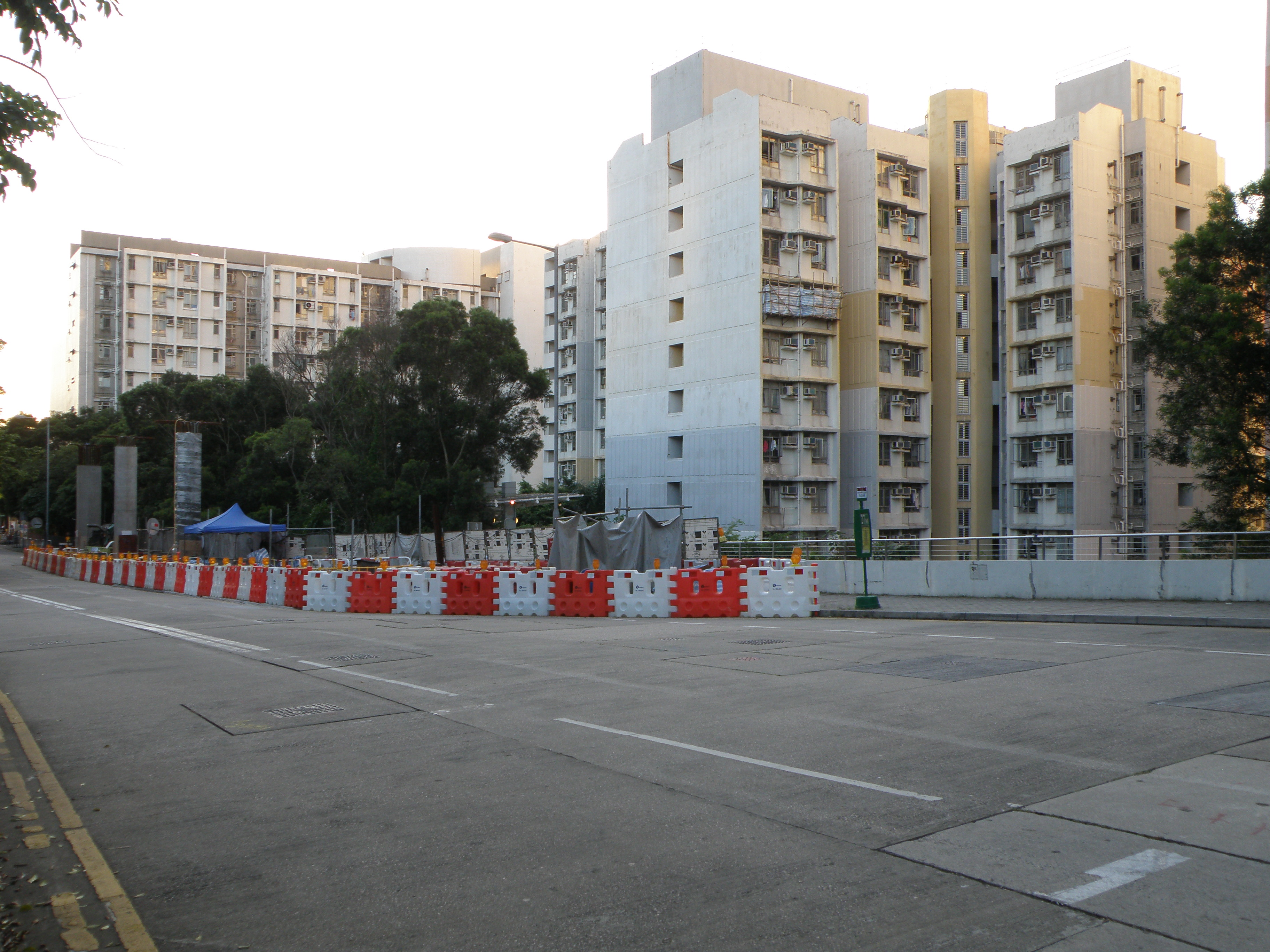
冠暉苑東面

### 冠熹苑
冠熹苑也是重建置業計劃下出售的居者有其屋屋苑，由房屋署總建築師（3）設計，供區內何文田邨及山谷道邨租戶優先選購，其次是紅磡邨租戶，餘下單位則售予同期其他申請人。由於冠熹苑未錄得足額認購，故連同21期甲居屋發售計劃一併發售，為何文田南發展計劃第三期的一部份，瑞安承建承建。全苑只有一座樓宇，共796個單位，每層有20伙，備有三房、兩房、一房及開放式小型單位，在2000年入伙。由於屋苑位於九龍中部的山崗之上，高層及中層單位更可遠眺香港島北岸及飽覽整個維多利亞港。

### 冠德苑
在冠熹苑及何文田邨適文樓後面的何文田邨範圍，原本計劃是2座40層高康和一型雙子式設計居屋，並設升降機塔連接何文田邨，後來因政府停建居屋而擱置興建。
隨後政府復建居屋，該地皮近年已經重新劃作新居屋項目用地，即「常樂街居屋發展計劃」（英語：Home Ownership Scheme Development at Sheung Lok Street, Homantin）。該新居屋項目已命名為冠德苑，由房屋署總建築師（2）設計，並由新福港集團承建，共有3幢26至27層高的非標準型長型設計的居屋大廈，每層有7至9伙，主要提供可間3房連套房及可間2房的無固定間隔居屋單位。
冠德苑於2019年9月16日竣工，並將於居屋2019發售計劃中，由同年12月9日（原訂11月21日）起以現樓方式出售。所有單位已於2020年1月6日售出（原先為1月2日，但冠盛閣709室在翌日撻訂，並隨即於再下一個銷售日再次出售），同月11日起入伙。但在入伙後，居民在驗樓時陸續揭發室內部份牆角滲水、污水渠被沙石堵塞等大量紕漏；事後，承建商方面已進行糾正工作。

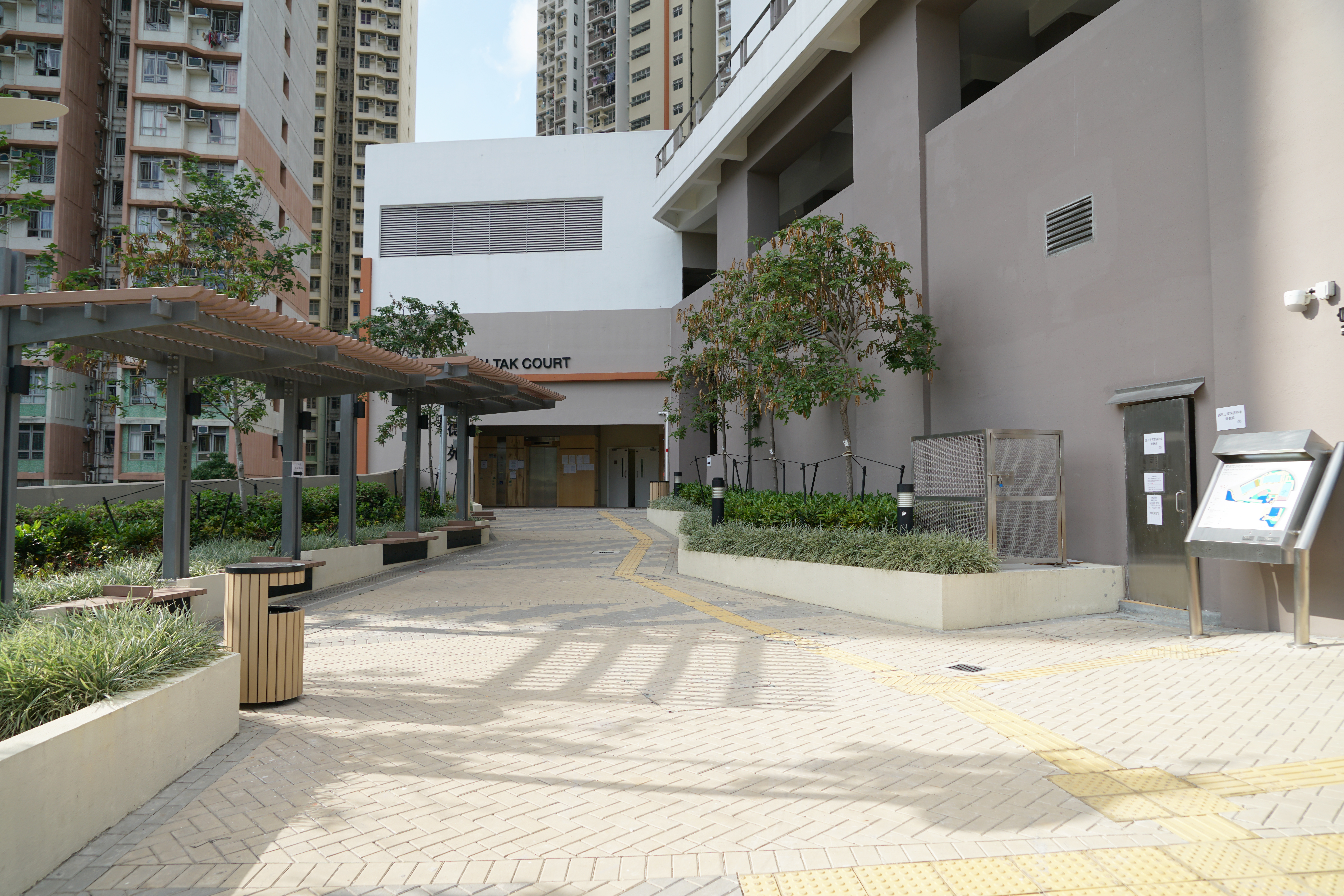
園景
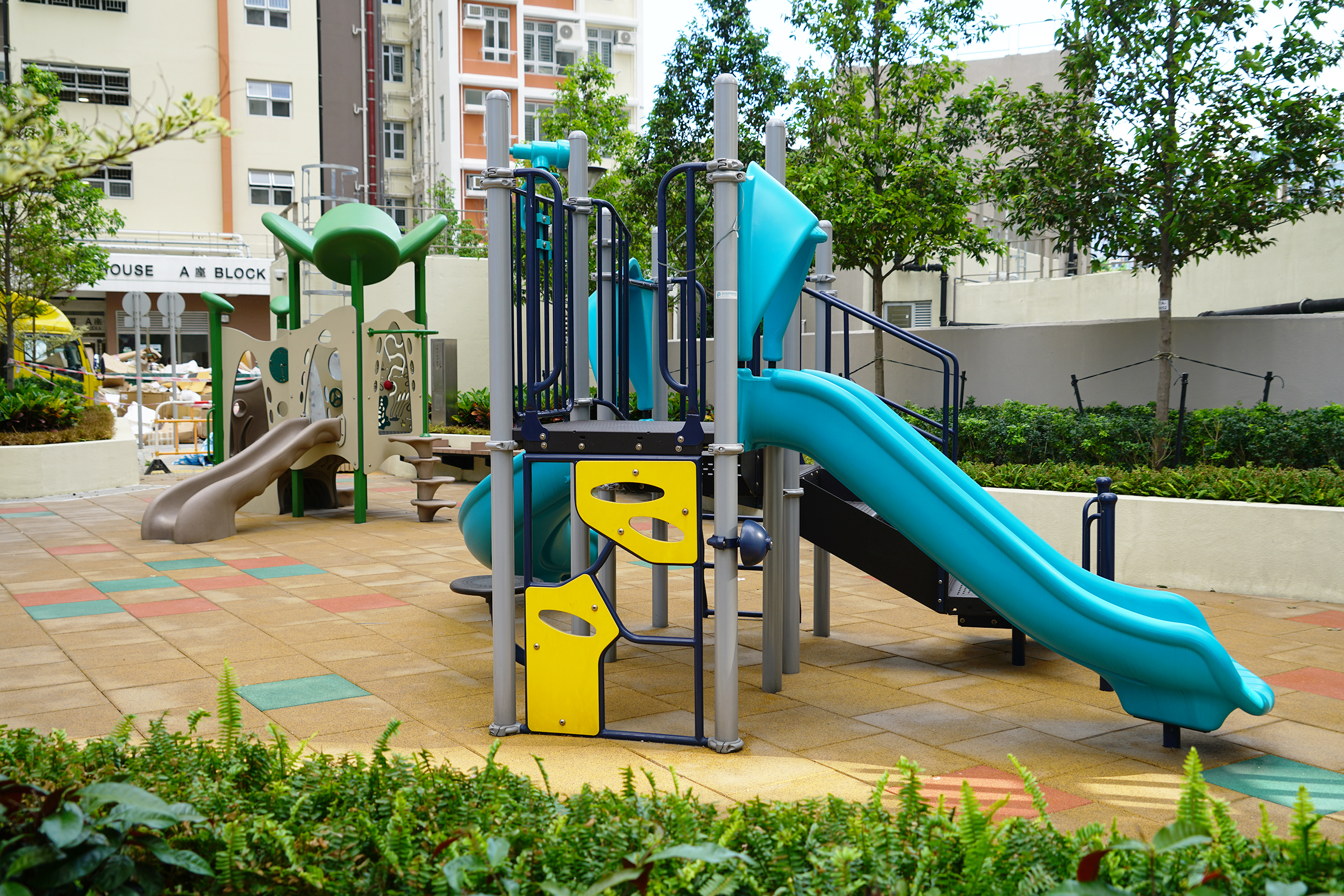
兒童遊樂場
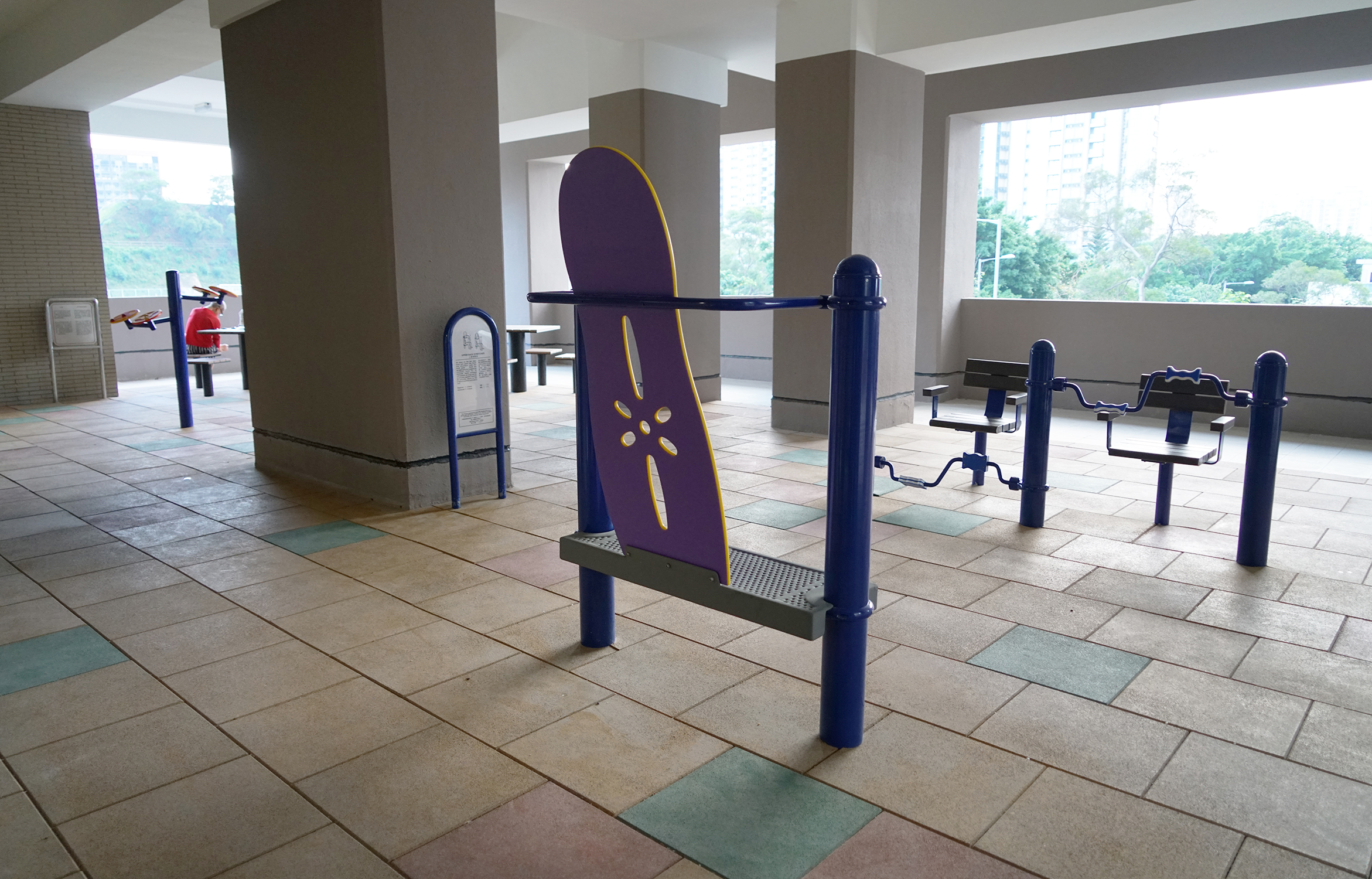
健體及棋藝區
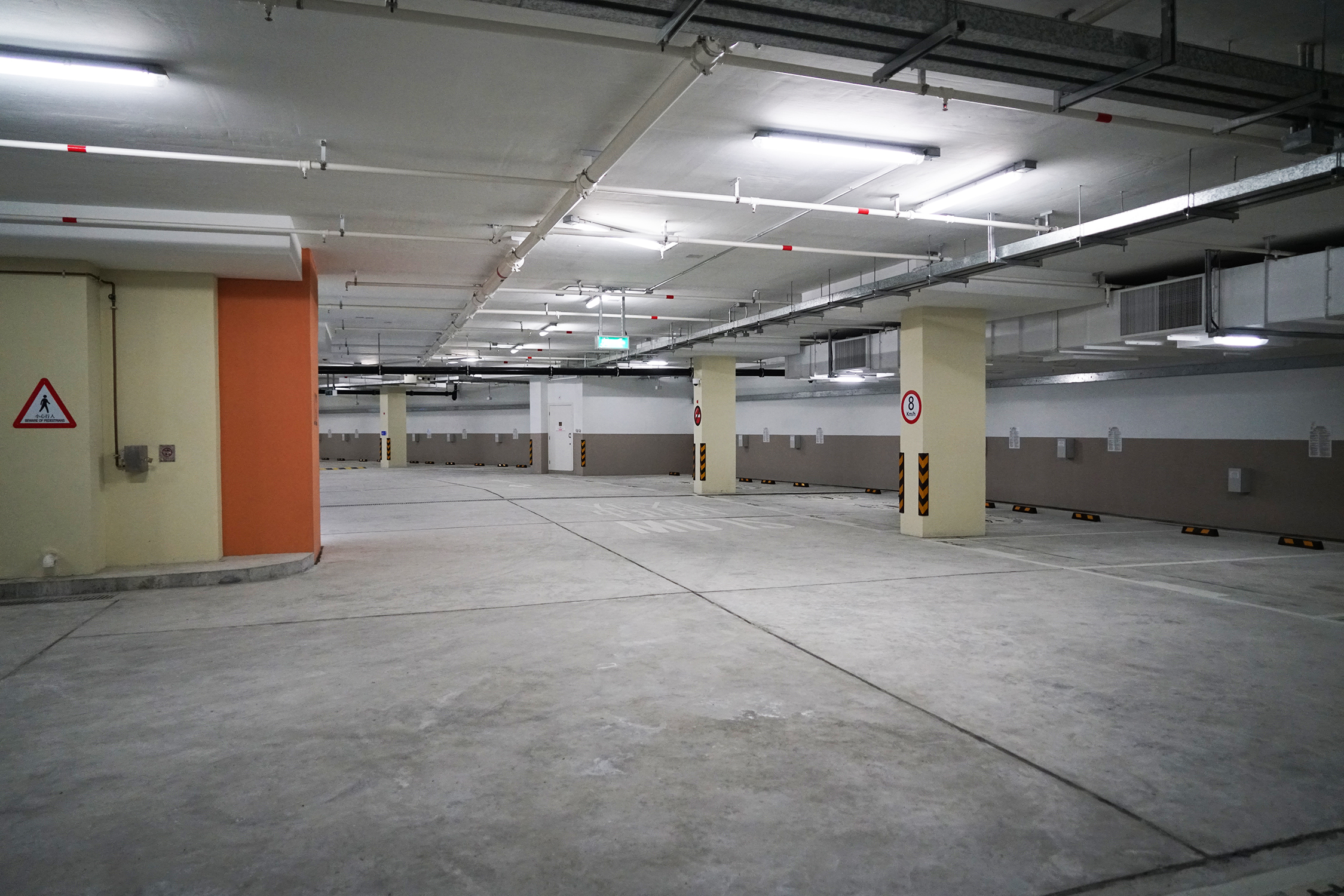
停車場

#### 興建期間的圖片庫

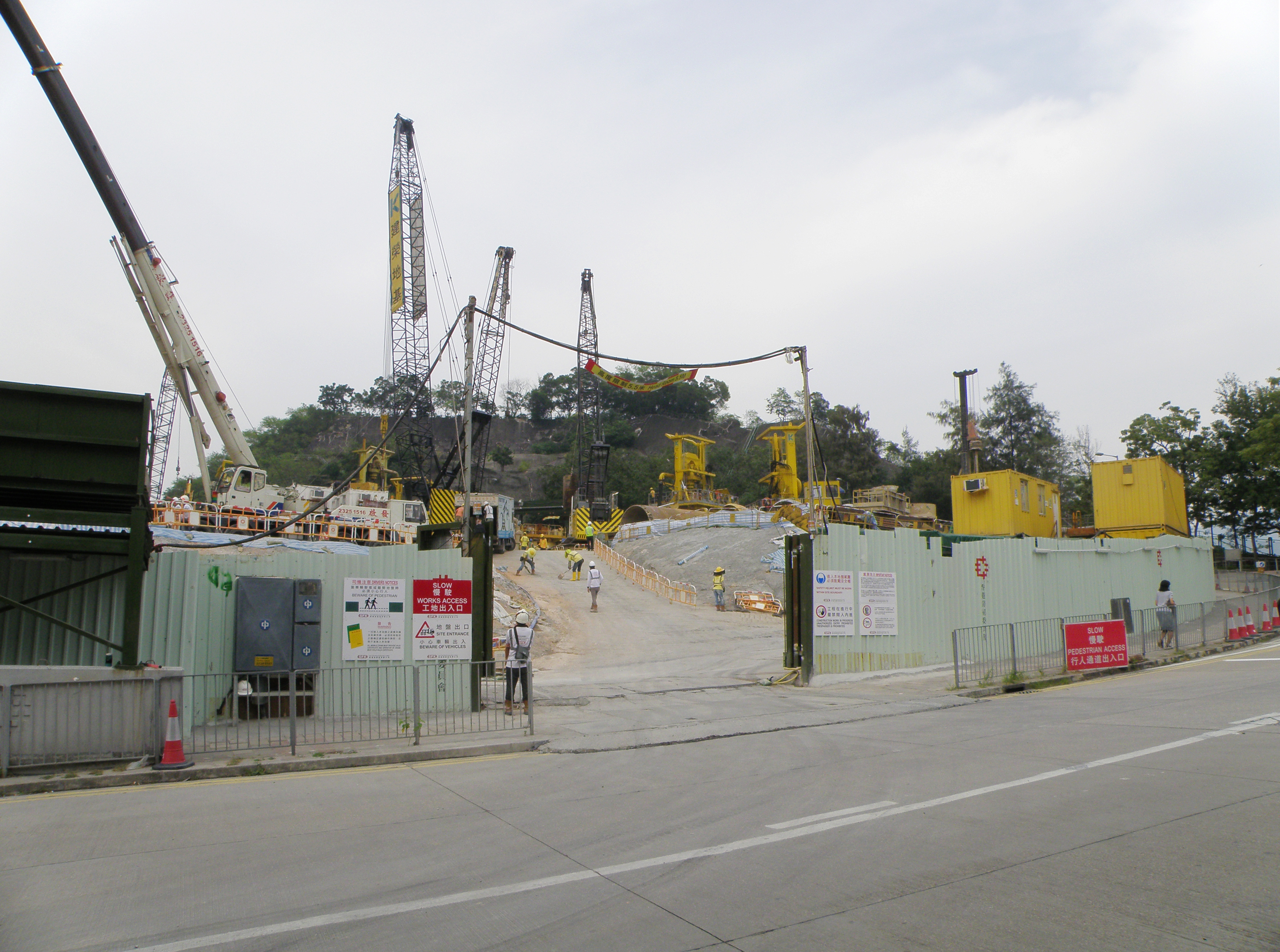
地基工程（2015年10月）
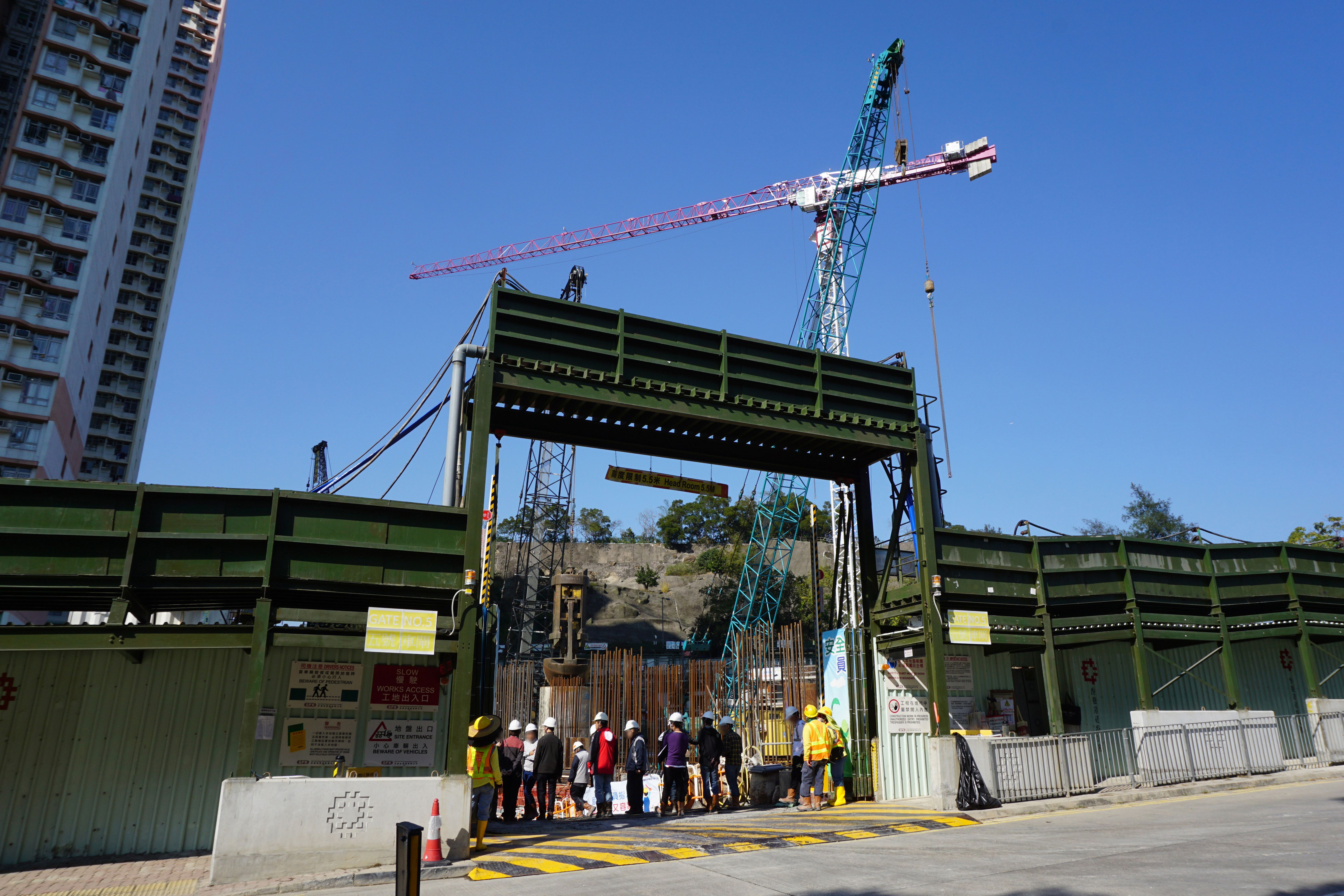
地基工程（2017年2月）
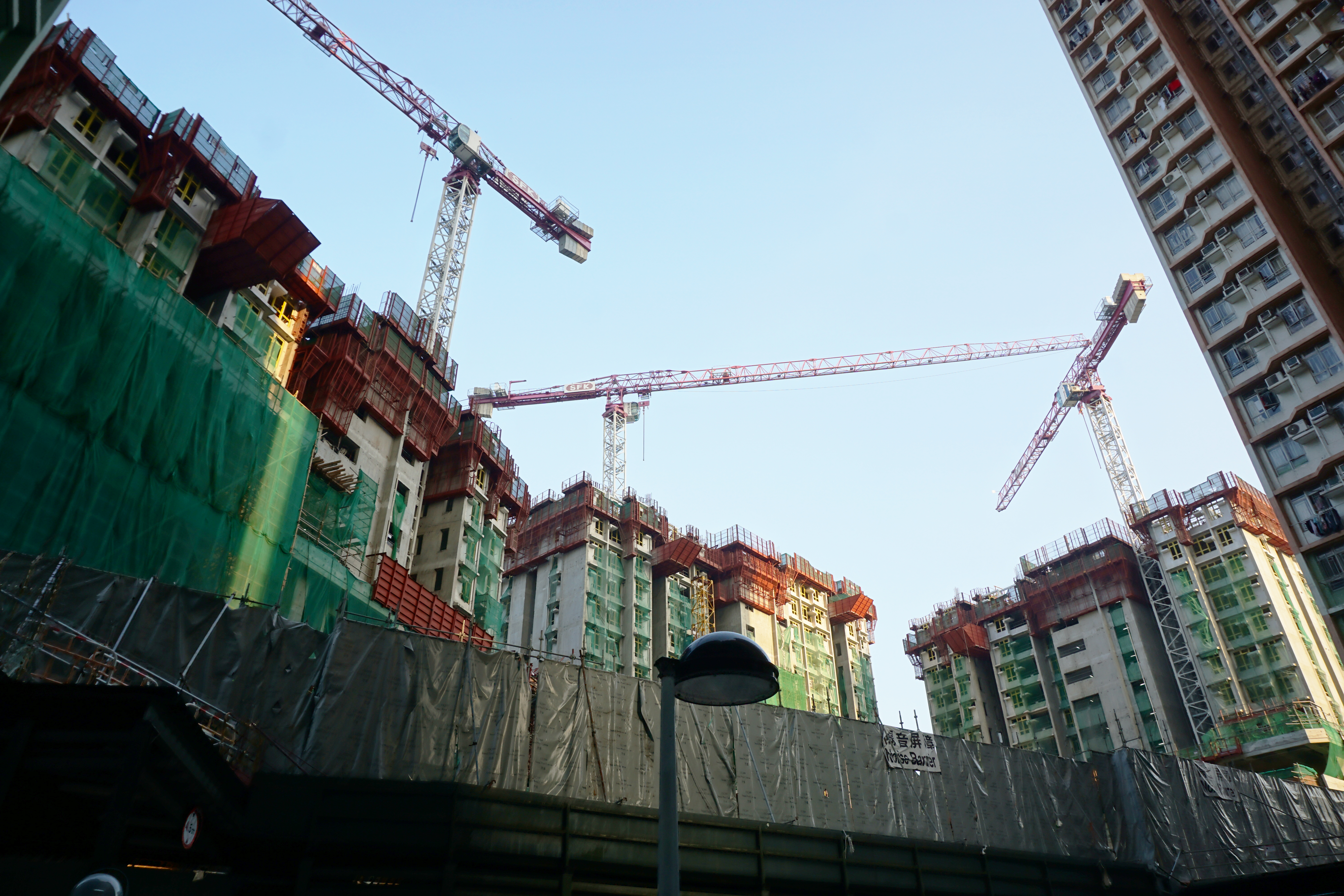
興建中（2017年12月）
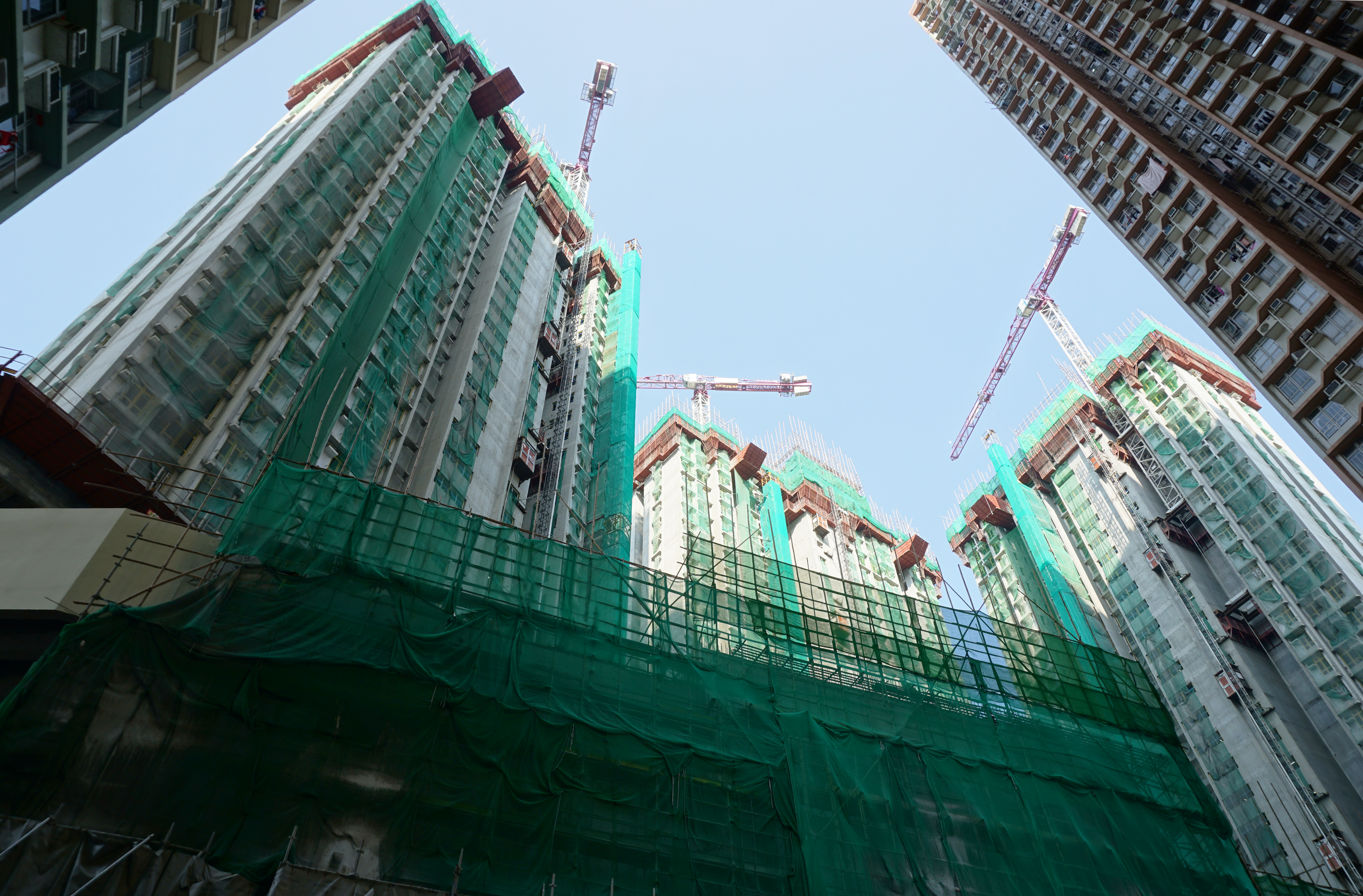
興建中（2018年7月）
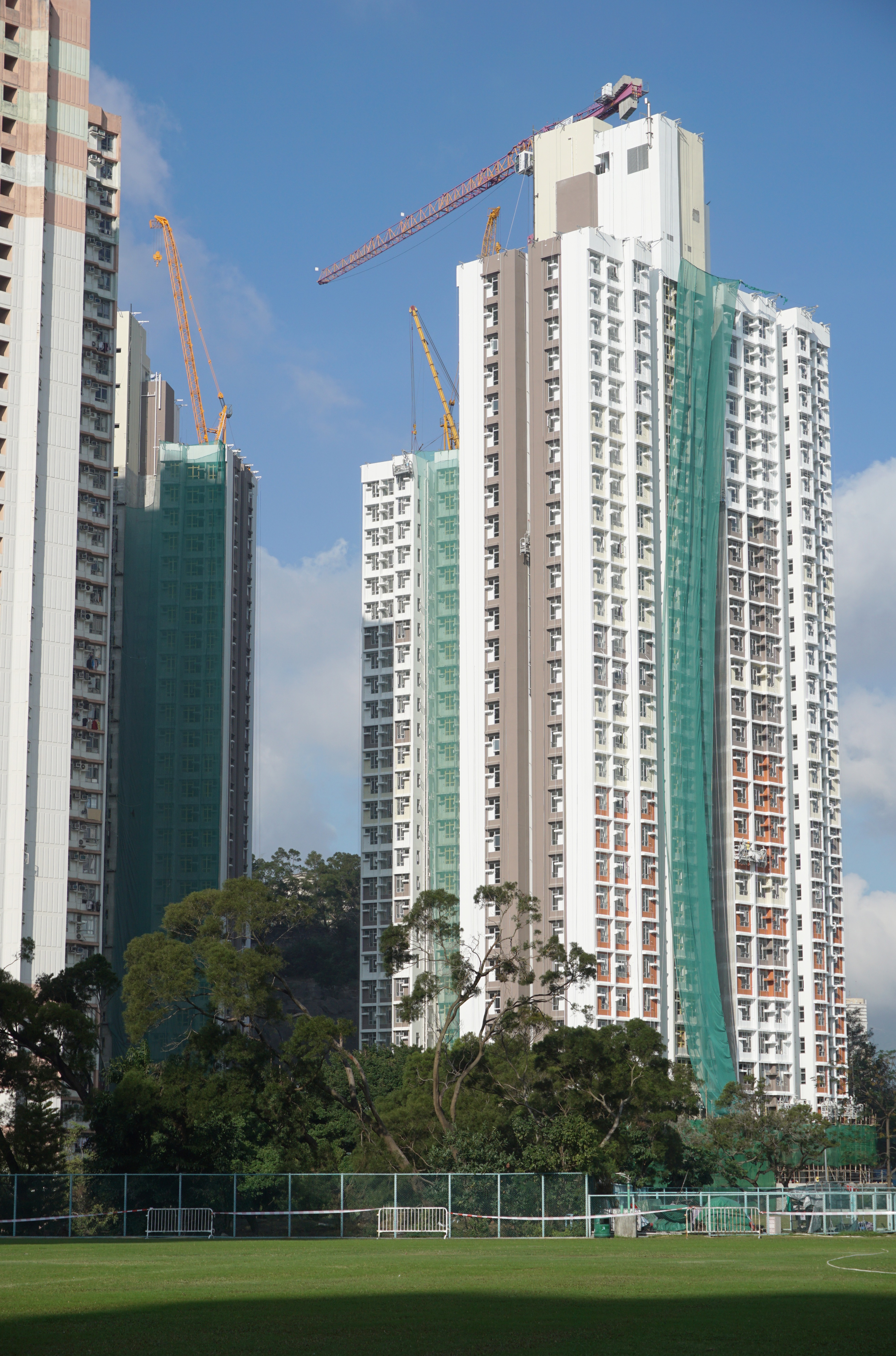
髹油中（2018年12月）

## 屋邨資料

### 現存樓宇

#### 何文田邨
| 樓宇名稱（座號） | 門牌號碼   | 樓宇類型                      | 落成年份 | 層數 | 每層伙數                  | 每座單位總數（伙） | 建築師         | 承建商              | 提供升降機的廠商 | 期數 |
| ---------------- | ---------- | ----------------------------- | -------- | ---- | ------------------------- | ------------------ | -------------- | ------------------- | ---------------- | ---- |
| 恬文樓（第1座）  | 佛光街68號 | 和諧3B型第二及三款 （第三代） | 2000年   | 15   | 16（1-14樓） 8（15樓）    | 228                | 房屋署總建築師 | 瑞安建業、 聯力建築 | 三菱             | 1    |
| 靜文樓（第2座）  | 佛光街68號 | 和諧3B型第二及三款 （第三代） | 2000年   | 12   | 16（1-14樓） 8（15樓）    | 184                | 房屋署總建築師 | 瑞安建業、 聯力建築 | 三菱             | 1    |
| 適文樓（第5座）  | 佛光街68號 | 和諧一型第五款 （第三代後期） | 2000年   | 40   | 20                        | 799                | 房屋署總建築師 | 瑞安建業、 聯力建築 | 富士達           | 3    |
| 綺文樓（第6座）  | 佛光街68號 | 和諧一型第六款 （第三代後期） | 2000年   | 40   | 20                        | 799                | 房屋署總建築師 | 瑞安建業、 聯力建築 | 富士達           | 3    |
| 采文樓（第7座）  | 佛光街68號 | 和諧一型第六款 （第三代後期） | 2000年   | 40   | 20                        | 799                | 房屋署總建築師 | 瑞安建業、 聯力建築 | 富士達           | 3    |
| 逸文樓（第8座）  | 佛光街68號 | 和諧一型第五款 （第三代後期） | 2000年   | 40   | 20                        | 799                | 房屋署總建築師 | 瑞安建業、 聯力建築 | 富士達           | 3    |
| 景文樓（第10座） | 常盛街18號 | 和諧一型第五款 （第三代後期） | 1998年   | 40   | 20                        | 799                | 房屋署總建築師 | 瑞安建業、 聯力建築 | 奧的斯           | 4    |
| 雅文樓（第12座） | 佛光街68號 | 小型單位大廈八型              | 2000年   | 14   | 29（6-9樓） 21（10-14樓） | 221                | 房屋署總建築師 | 瑞安建業、 聯力建築 | 三菱             | 2    |
| 欣文樓（第13座） | 佛光街68號 | 小型單位大廈八型              | 2000年   | 14   | 20（6-9樓） 14（10-14樓） | 150                | 房屋署總建築師 | 瑞安建業、 聯力建築 | 三菱             | 2    |

（註：因發展計劃內的第3、4及14座轉作居者有其屋計劃屋苑，而部份地段已售予私人發展商興建私人樓宇，加上第9及11座已經刪除的關係，故此將部份座號略去。上述座號是以房屋署（Estate Property）的記錄為依歸。）

#### 冠暉苑
| 樓宇名稱（座號）      | 樓宇類型                      | 落成年份 | 層數 | 每層伙數 | 單位總數（伙） | 建築師                                 | 承建商   | 提供升降機的廠商 | 期數 |
| --------------------- | ----------------------------- | -------- | ---- | -------- | -------------- | -------------------------------------- | -------- | ---------------- | ---- |
| 鳴暉閣（A座／第14座） | 和諧3C型第二及三款 （第三代） | 1999年   | 11   | 24       | 152            | 房屋署總建築師（3）、 利安顧問有限公司 | 有利建築 | 三菱             | 1    |
| 高暉閣（B座／第3座）  | 小型單位大廈八型              | 1999年   | 9    | 14       | 148            | 房屋署總建築師（3）、 利安顧問有限公司 | 有利建築 | 三菱             | 2    |

#### 冠熹苑
| 樓宇名稱（座號）     | 樓宇類型                      | 落成年份 | 層數 | 每層伙數 | 單位總數（伙） | 建築師              | 承建商   | 提供升降機的廠商 | 期數 |
| -------------------- | ----------------------------- | -------- | ---- | -------- | -------------- | ------------------- | -------- | ---------------- | ---- |
| 冠熹苑（A座／第4座） | 和諧一型第五款 （第三代後期） | 2000年   | 40   | 20       | 796            | 房屋署總建築師（3） | 瑞安承建 | 富士達           | 3    |

#### 冠德苑
| 樓宇名稱（座號） | 門牌號碼  | 樓宇類型                | 落成年份 | 層數 | 每層伙數 | 單位總數（伙） | 建築師              | 承建商     | 提供升降機的廠商            | 期數         |
| ---------------- | --------- | ----------------------- | -------- | ---- | -------- | -------------- | ------------------- | ---------- | --------------------------- | ------------ |
| 冠昌閣（A座）    | 常樂街5號 | 非標準設計大廈 （長型） | 2020年   | 28   | 7        | 189            | 房屋署總建築師（2） | 新福港集團 | 東芝 （同期居屋中廣泛應用） | （不設期數） |
| 冠盛閣（B座）    | 常樂街5號 | 非標準設計大廈 （長型） | 2020年   | 28   | 9        | 234            | 房屋署總建築師（2） | 新福港集團 | 東芝 （同期居屋中廣泛應用） | （不設期數） |
| 冠榮閣（C座）    | 常樂街5號 | 非標準設計大廈 （長型） | 2020年   | 29   | 7        | 180            | 房屋署總建築師（2） | 新福港集團 | 東芝 （同期居屋中廣泛應用） | （不設期數） |

### 歷代樓宇
| 樓宇名稱（座號） | 樓宇類型       | 層數 | 承建商           | 落成年份 | 拆卸年份 | 安置屋邨               |
| ---------------- | -------------- | ---- | ---------------- | -------- | -------- | ---------------------- |
| 第1座            | 新型政府廉租屋 | 16   | 安利（蕭氏）建築 | 1973年   | 2001年   | （同一屋邨的全部樓宇） |
| 第2座            | 新型政府廉租屋 | 16   | 安利（蕭氏）建築 | 1973年   | 2001年   | （同一屋邨的全部樓宇） |
| 第3座            | 新型政府廉租屋 | 7    | 安利（蕭氏）建築 | 1973年   | 2001年   | （同一屋邨的全部樓宇） |
| 第4座            | 新型政府廉租屋 | 16   | 安利（蕭氏）建築 | 1973年   | 2001年   | （同一屋邨的全部樓宇） |
| 第5座            | 新型政府廉租屋 | 16   | 安利（蕭氏）建築 | 1973年   | 2001年   | （同一屋邨的全部樓宇） |
| 第6座            | 新型政府廉租屋 | 16   | 安利（蕭氏）建築 | 1973年   | 2001年   | （同一屋邨的全部樓宇） |
| 第7座            | 新型政府廉租屋 | 4    | 安利（蕭氏）建築 | 1973年   | 2001年   | （同一屋邨的全部樓宇） |
| 第8座            | 新型政府廉租屋 | 16   | 安利（蕭氏）建築 | 1973年   | 2001年   | （同一屋邨的全部樓宇） |

粗體表示該樓宇牽涉26座問題公屋醜聞，其混凝土強度未達高層單位20.7MPa或低層單位31MPa的標準，相關樓宇已納入整體重建計劃下重建

## 教育

### 幼稚園
- 何文田浸信會幼稚園（2000年創辦）（位於適文樓地下）
- 何文田循道衛理楊震幼兒學校（2000年創辦）（位於靜文樓地下）
- 聖文嘉幼稚園（2000年創辦）（位於冠熹苑地下）

### 小學
- 陳瑞祺（喇沙）小學（1973年創辦）

## 外部連結
- 何文田南第一期工程 （页面存档备份，存于）－有利建築
- 何文田南第三期工程 （页面存档备份，存于）
- 何文田常樂街居者有其屋發展計劃 （页面存档备份，存于）
- 房委會物業位置及資料 何文田邨 （页面存档备份，存于）
- ,   [2020-02-12], （原始内容存档于2002-08-05）
- .   [2020-02-12]. （原始内容存档于2005-11-10）.